# Zouaoua
Zouaoua, Gaouaoua ou Igaouaouen (en kabyle: Igawawen, en tifinagh: ⵉⴳⴰⵡⴰⵡⵏ, en arabe: زواوة et en latin: Jubaleni) était un ensemble, puis une confédération tribale kabyle du Djurdjura (Grande Kabylie, Algérie).
Dans le sens le moins restreint, Zouaoua signifie Kabyles dans leur globalité, et aussi fantassins.
Dans le sens le plus restreint, Zouaoua était le nom d'une confédération (taqbilt ou qabila) de 8 tribus (leɛrac « âarchs ») organisées en deux groupes :
- Aït Betroun : dont les Beni Yenni (Aït Yenni), les Aït Ouacif, les Aït Boudrar, et les Aït Bou Akkach
- Aït Menguellet : dont les Aït Menguellet proprement dits, les Akbil, les Aït Attaf, les Aït Bou Youcef[2].

## Étymologie
Zouaoua était le nom donné par les historiens musulmans du Moyen Âge, notamment Ibn Khaldoun au XIVe siècle, pour désigner les populations qui habitaient la région qui s'étend de Bougie jusqu'à Dellys, c'est-à-dire la Grande Kabylie actuelle. Ibn Hawqal, au Xe siècle, était le premier voyageur et géographe à avoir mentionné le nom dans son ouvrage, Kitab al-Masâlik wa l-Mamâlik, mais sans donner des informations substantielles sur eux.
Certains disent que Zouaoua est une déformation arabe du mot Igawawen, nom d'une confédération de Grande Kabylie. Les Aït Betroun (Aït Yenni, Aït Ouacif, Aït Boudrar, Aït Bou Akkach) et les Aït Menguellet (Aït Menguellet proprement dits, Akbil, Aït Attaf, Aït Bou Youcef), qui formaient la confédération des Zouaoua, sont les seules tribus Zouaoua au sens le plus restreint. Ces tribus citées sont les seules qui appellent eux-mêmes « Igawawen » (« Agawa » ou « Agawaw » au singulier) et appellent leur pays « tamurt Igawawen » ou « Gawawa ». Ils tirent leur nom du massif montagneux qu'ils habitent, le massif Agawa, le plus densément peuplé, au nord du Djurdjura.
Jean Amrouche, poète kabyle né à Ighil Ali (tribu des Aït Abbès, wilaya de Béjaia en Petite Kabylie), dans ses mémoires de sa mère, Fadhma Ath Mansour, originaire de Tizi Hibel de la tribu des Aït Mahmoud, confédération des Aït Aïssi (daira de Beni Douala), appelait le pays natal de sa mère « le pays Zouaoua ».

Selon Hugh Roberts, le fait que les Kabyles des tribus non-Igawawen de la Grande Kabylie devaient, lorsqu'ils étaient à l'étranger, se référer à leur région natale comme tamurt Igawawen est la preuve de la mesure dans laquelle les Igawawen avaient réussi à imposer leur hégémonie sur l'ensemble de la région. Voici ce qu'il disait Hanoteau à propos de cela :
A mesure qu'on s'éloigne du Jurjura, les Kabyles donnent le nom de Zouaoua aux tribus qui les séparent de la confédération que nous venons d'indiquer. C'est ainsi que pour les Guechoula, les Beni Sedka sont des Zouaoua, et que les Guechtoula à leur tour reçoivent le même nom des Flissa et des Beni Khalfoun. Un Kabyle des Mouzaia [Atlas Blidéen] ou des Beni Menaçer [Chenouoa] comprendra sous la dénomination de Zouaoua toutes les tribus à l'Est de l'Isser. »
Selon J. Lanfry, le nom Agawa évoque un type d'homme honorable, enviable, et qui pourrait bien être le type du vrai kabyle, selon les traditions des Anciens. « Agawa, me disait l'an passé une étudiante originaire des At Frawsen, c'est un homme d'honneur, de courage, en particulier au combat. N'en est pas qui veut. » Beaucoup de Kabyles, inspirés d'un réflexe égalitariste aussi profond, récusaient ce propos en affirmant que les Igawawen sont des Kabyles comme les autres. Mais un Kabyle des Barbacha (rive droite de la Soummam, non loin de Bougie) lui disait : « Un Agawa, c'est un colporteur, aɛeṭṭar, qui vient de l'autre côté du Djurdjura. »
Zouaoua peut s'agir aussi d'un nom personnel, par exemple au IXe siècle, un des chefs de la tribu berbère des Houara, qui prirent part à la conquête musulmane de la Sicile, était appelé Zouaoua Ibn Néam el-Half, qui assista au triomphe des armées musulmanes.
Durant l'époque Ottoman, le nom de Zouaoui était devenu synonyme de fantassin. Des diverses fractions des tribus non-Kabyles du Titeri, qui fournissaient un certain nombre de fantassins, qui à diverses époques allaient monter la garde à Alger et surtout dans les bordjs des environs, ils ne touchaient de solde qu'en activité de service, aussi disait-on, en parlant d'eux : « Les Zouaouas sont en avant pour la misère, en arrière pour la solde. »
Selon le linguiste kabyle Salem Chaker, son hypothèse, qui a écrit que le terme Zouaoua/Zouaoui utilisé par les arabes de l'Oranie ne devrait pas être lié à Agawa/Igawawen mais à Zouaoua/Izwawen, que ce premier (Igawawen) est un nom d'une confédération Kabyle. Salem Chaker soutient l'idée qu'Izwawen est le nom original et authentique des Kabyles qui ont presque oublié leur vrai nom

## Origines

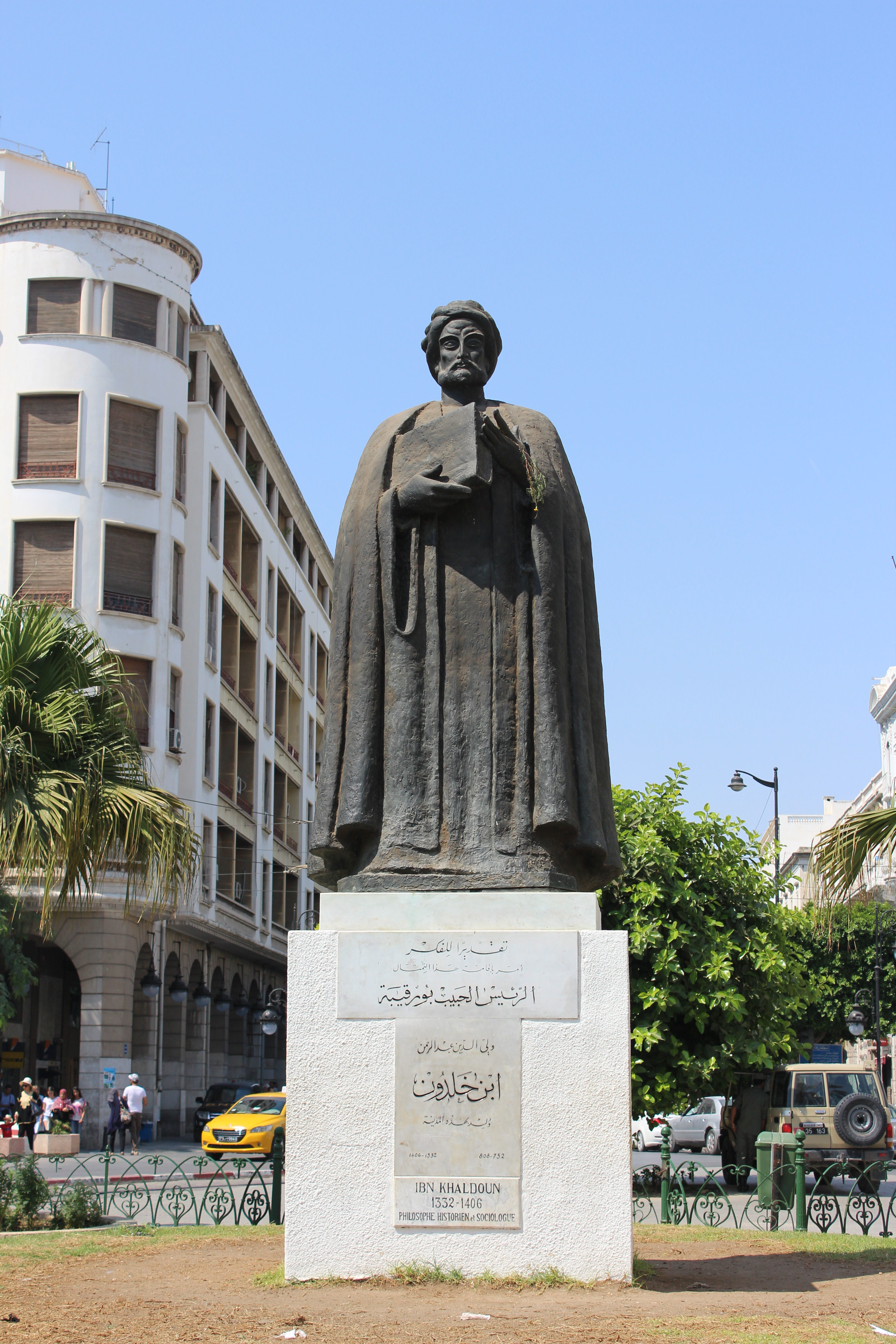
Statue d'Ibn Khaldoun à Tunis.

Les Zouaoua sont des berbères, et il y a deux hypothèses sur leur origine tribale. Ibn Khaldoun rapporte que les généalogistes berbères eux-mêmes considèrent les Zouaoua comme liés au Zenètes par le sang. Voici ce qu'il cite dans son ouvrage, Histoire des berbères, Tome I : « Les Zouaoua et les Zouagha, tribus sorties de la souche berbère d'El-Abter, sont les enfants de Semgan, fils de Yahya, fils de Dari, fils de Zeddjik (ou Zahhik), fils de Madghis-el-Abter. De toutes les tribus berbères, les parents les plus proches de celles-ci sont les Zenata, puisque Djana, l'ancêtre de ce peuple, fut frère de Semgan et fils de Yahya. C'est pour cette raison que les Zouaoua et les Zouagha se considèrent comme liés aux Zenata par le sang. » Cependant, d'après Ibn Hazm, le généalogiste andalou, les Zouaoua sont une branche de la grande tribu berbère des Kutama (Ucutamanii de l'antiquité), qui elle-même est une branche du group berbère des Baranis (ou Branès), tout comme les Masmouda et les Sanhaja. Ibn Khaldoun est d'accord avec Ibn Hazm. La proximité du territoire des Zouaoua à celui des Kutama, ainsi que leur coopération avec cette tribu dans le but de soutenir la cause d'Ubayd Allah al-Mahdi, fondateur de la dynastie fatimide, est un fort témoignage en faveur de cette opinion.

## Histoire

### Antiquité

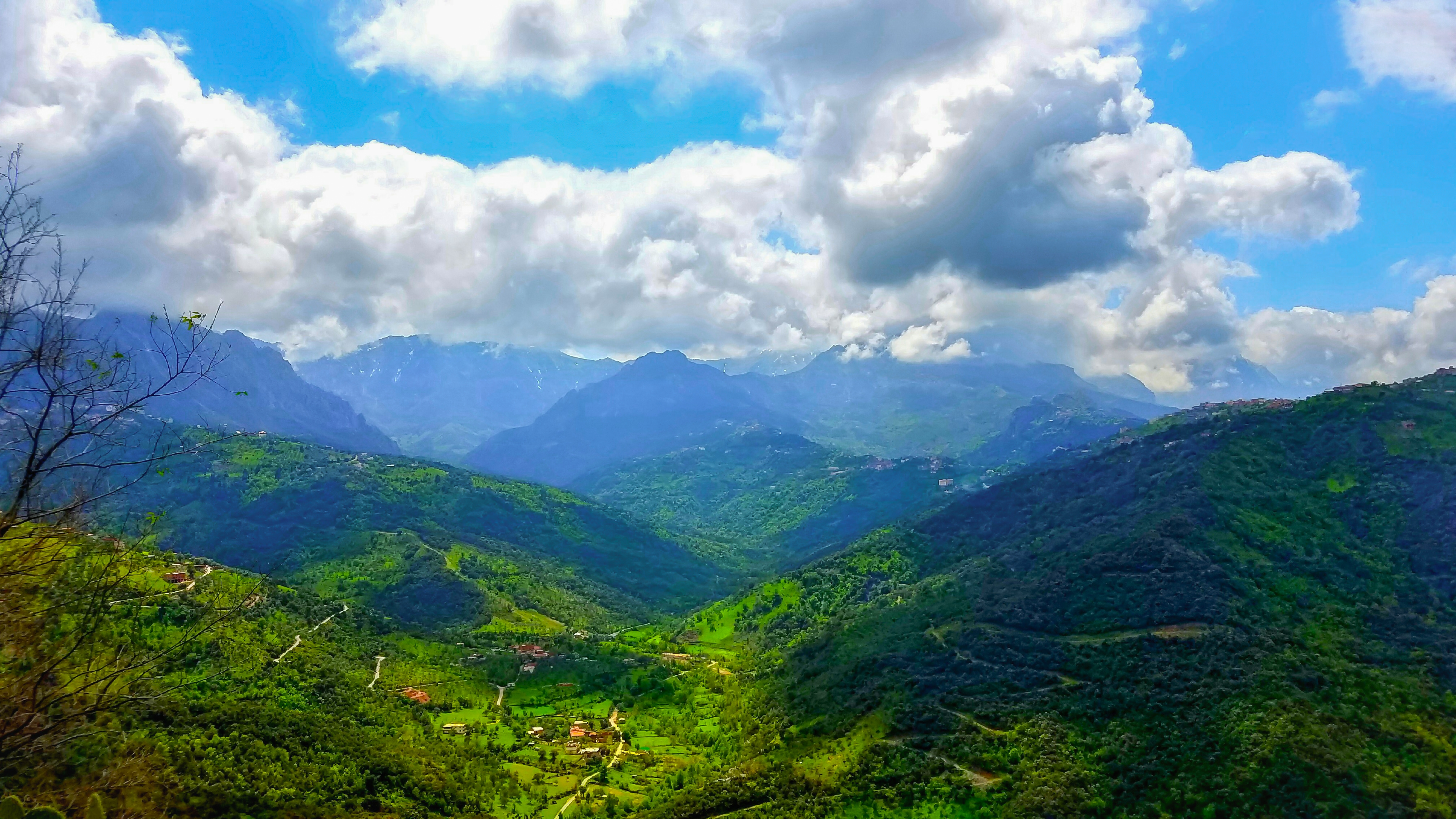
Le Djurdjura au printemps.

Durant l'Antiquité, et précisément durant l'époque romaine, au IIIe siècle, la Grande Kabylie était habitée par les Quinquegentiens, des peuplades (gentes en latin) qui formaient une confédération. Le terme Quinquegentiens est composé de « quinque » qui veut dire cinq, et « gentes » qui veut dire peuple ou tribu. Cela signifie que c'était bien une confédération composée de cinq tribus. Le territoire des Zouaoua au Moyen Âge ainsi qu'en période moderne, faisait partie des Quinquegentiens, mais ça reste difficile de déterminer quelle fraction exacte des Quinquegentiens était celle des Zouaoua, mais c'était plus probablement celle des Jubaleni.

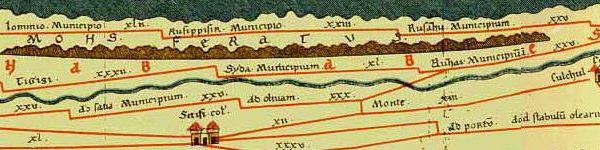
Table de Peutinger, carte romaine montrant la Kabylie.

Au IVe siècle, le chroniqueur grec, Ammien Marcellin, divise les Quinquegentiens en cinq tribus, dont voici les noms : Tendenses, Massissenss, Isaflenses, Jubaleni, Jesalenses. En plaçant les Jubaleni au milieu des cimes les plus inaccessibles du Mons Ferratus (« Montagne de Fer », c'est-à-dire le Djurdjura), Ammien indique nettement le pays actuel de la confédération zouaouienne. Certains historiens disent que les Jubaleni habitaient les Bibans.
Les princes kabyles les plus connus d'Antiquité, comme Mazucan, Mascezel, Dius, Zammac, Firmus et Gildon, tous fils de Nubel, un regulus (« petit roi » ou « chef »), sont issus des Jubaleni. À la mort de Nubel, son fils, Zammac, avait été choisi comme successeur, mais son frère, Firmus, l'avait assassiné. Firmus avait été accusé de fratricide, et s'est donc révolté contre l'empereur byzantin, Valentinien Ier, vers l'an 370, et se proclame roi de la Maurétanie Caesarienne. Il était soutenu par les chrétiens donatistes et avait une douzaine de tribus maures et deux corps de troupes romaines sous son commandement. En l'an 375, Firmus fut trahi par le chef des Isaflenses (Iflissen), Igmazen, lorsqu'il est parti se réfugier chez eux, et fut vaincu. Il avait aussi été trahi par son frère, Gildon, avant. À la suite de la trahison d'Igmazen, Firmus avait préféré la mort que de tomber entre les mains de l'ennemi. Gildon, qui avait les mêmes ambitions que son frère Firmus, c'est-à-dire devenir roi sur une partie de la Maurétanie ou de l'Afrique, avait choisi la révolte et fut vaincu aussi. Après la défaite de Gildon, les derniers fils de Nubel, Mascezel et Dius furent éliminés à leur tour. Le poète romain Claudien cite Gildon comme l'héritier de Jugurtha.

Sous le règne de l'empereur Justinien Ier, Procope, un historien du VIe siècle qui accompagnait le général byzantin Bélisaire dans ces campagnes, notamment en Afrique, indiquait clairement le fait que les Kabyles étaient maîtres de leur propre pays dans son livre, Guerre des Vandals :
« Nous ne communiquons que par mer de la province de Zaba (province de Constantine) avec la ville de Césarée (Cherchell, à l’ouest d’Alger), ne pouvant nous y rendre par terre, car les Maures demeurent maîtres de tout le pays qui nous en sépare. »
— Procope, Guerre des Vandals

### Époque medièval

#### Haut Moyen Âge
Les Kutama (incluant les Zouaoua), comme toutes les autres tribus berbères, ont participé à la conquête musulmane de l'Hispanie. On retrouve d'ailleurs plusieurs toponymes en Espagne qui tirent leurs origines des tribus berbères installées dans la région, comme Atzueva (At Zwawa), qui peut même signifier que la langue berbère a été utilisée, à cause de la préservation du préfixe berbère pour la filiation « Ath » au lieu de l'arabe « Beni ». Il existe d'autres toponymes aussi, comme Azuébar (Assuévar en catalan), qui vient de Zouaoua. Sans oublier Algatocin (Atouch, confédération des Aït Ouaguenoun) et Benicàssim, qui peut être une fraction zouaouienne disparue. Ces Beni Qasim ont même fondé une taïfa après l'effondrement du Califat Omeyyad de Cordoue, c'était la Taïfa d'Alpuente.
3 des 47 toponymes claniques identifiés aux îles Baléares, qui ont été conquises au Xe siècle, XIIe siècle, et au XIIIe siècle, se référant en fait à des tribus zouaouiennes, ces trois toponymes sont : Beniatron, qui est une variante du nom de la confédération des Aït Betroun. Il faut aussi savoir que Ibn Khaldoun avait mentionné les Aït Betroun sous la même forme. Le deuxième toponyme est Artana, qui probablement se réfère aux Aït Iraten. Le troisième est Benicassim.
Les Zouaoua étaient toujours des alliés traditionnels des Kutama, peut-être même parce qu'ils sont eux-mêmes des Kutama comme l'a dit Ibn Hazm, dont l'hypothèse fut reprise par Ibn Khaldoun, même si dans les récits historiques, chaque tribu était citée séparément. Au Xe siècle, les tribus du groupe des Baranis de l'Algérie moderne, comme la tribu des Sanhaja, des Kutama, et des Zouaoua, ont jouée un rôle fondamental dans la création du Califat Fatimide en constituant l'armée de l'empire qui avait conquis la plupart du Maghreb, la Sicile, l'Égypte, le Levant, et le Hedjaz. Les Zouaoua ont participé dans plusieurs batailles pour le Califat Fatimide, aux côtés de leurs voisins et frères de sang, notamment dans le siège de la forteresse de Kiana (dans le voisinage de la Qalaa des Beni Hammad) contre Abou Yazid, dans laquelle les Fatimides ont réussi a prendre la forteresse et vaincre les Zenètes kharijites et nekkarites.

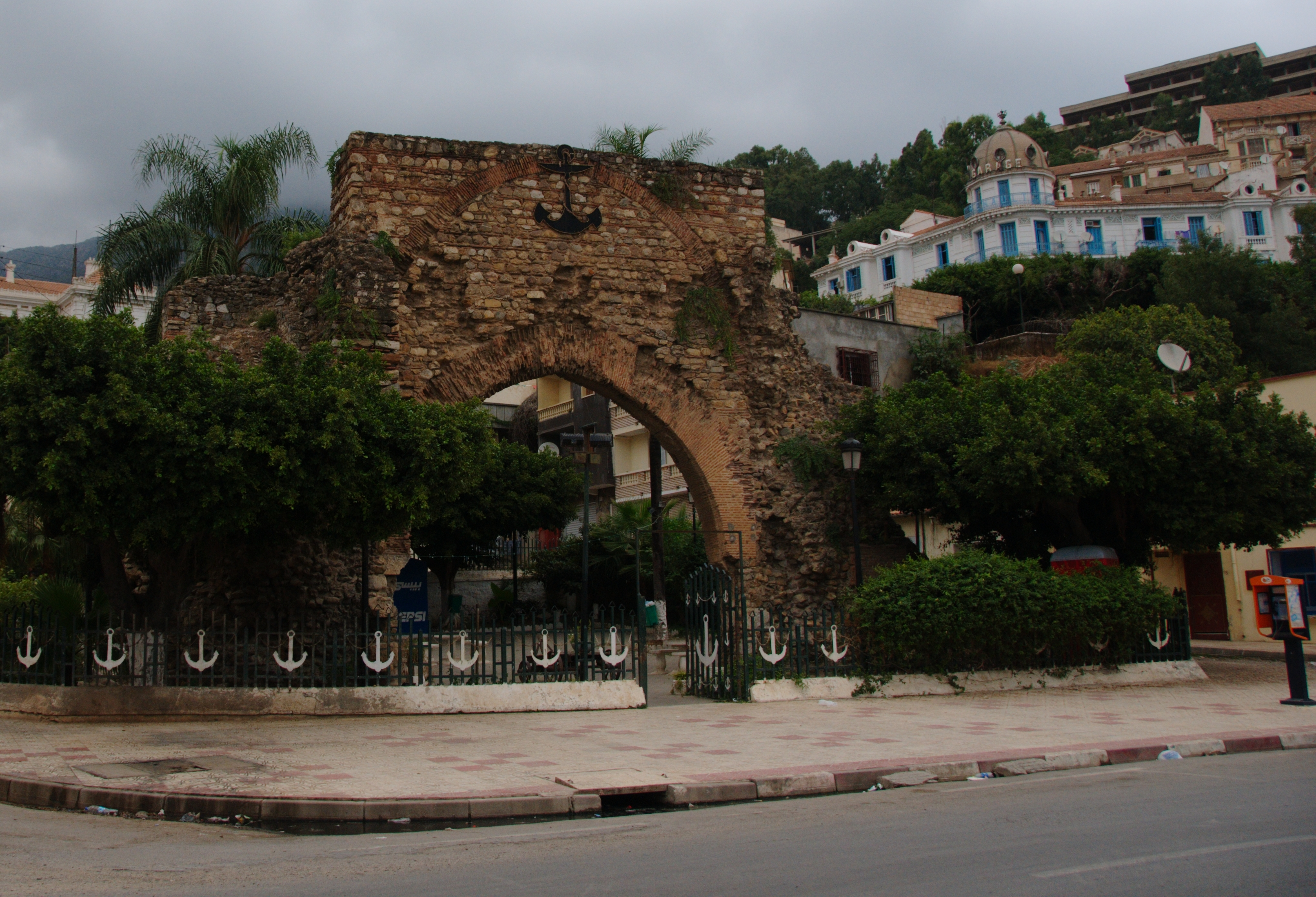
Porte dorée à Bougie, construite par les Hammadites.

En l'an 972, les Zouaoua passèrent ensuite sous le contrôle des Zirides, des berbères Sanhaja dont l'ancêtre était Ziri Ibn Menad es-Senhaji, qui gérait Al-Maghrib al-Awsat (Maghreb central) et l'Ifriqya, aussi appelé « Al-Maghrib al-Adna » (« Le Maghreb le plus proche » par apport à l'Orient), au nom des Fatimides après leur départ pour le Caire. Après la scission de la dynastie Ziride en deux branches, les Badicides régnèrent sur l'Ifriqya depuis Kairouan, descendants de Badis, fils d'al-Mansour fils de Bologhine, fils de Ziri, et les Hammadites qui régnèrent sur le Maghreb central depuis la Kaala des Beni Hammad, puis Bougie, descendants de Hammad, fils de Bologhine. Les Zouaoua ont été obligés a faire leur soumission, et la ville de Bougie fut bâtie sur leur territoire. Les Zouaoua se sont souvent rebellés contre les Hammadites, car ils étaient rassurés et n'avaient rien à craindre dans leurs montagnes.

#### Époque Almohade et Hafside
Bougie fut conquise par les berbères Masmoudas et Zenètes Almohades, qui ont réussi à unifier le Maghreb sous le grand Calife, Abd al-Mumin Ibn Ali, en 1159. 
Durant la période de la faiblesse du Califat Almohade au XIIIe siècle, trois dynasties prennent le pouvoir : les Hafsides, des Masmouda qui controlaient l'Ifriqya, de Tripoli jusqu'à Bougie, et leur capitale était Tunis ; les Zianides, aussi appelés « Abdelouadites » (« ou Beni Abdelouade »), des Zenètes qui contrôlaient le Maghreb central et avaient Tlemcen comme capitale; finalement, les Merinides, des Zenètes de la même branche que les Zianides (Beni Ouacine), et ils contrôlaient Al-Maghrib al-Aqsa (« Le Maghreb extrême », c'est-à-dire le Maroc), et avaient Fès comme capitale. 
Les Zouaoua faisaient partie du territoire contrôlé par le gouvernement de Bougie, et donc du Sultanat Hafside, mais il y avait des événements qui se sont passés avec les deux autres sultanats dans lesquels ils étaient impliqués.
C'est durant le XIVe siècle que vit Ibn Khaldoun, le seul historien du Moyen Âge à fournir des détails importants sur les Zouaoua, qui les cite en tant que grande tribu berbère. 
Ibn Khaldoun établit une première liste de tribus zouaouiennes : « Selon les généalogistes berbères, les Zouaoua se partagent en plusieurs branches telles que les Medjesta, les Melikich, les Beni Koufi, les Mecheddala, les Beni Zericof, les Beni Gouzit, les Keresfina, les Ouzeldja, les Moudja, les Zeglaoua et les Beni Merana. Quelques personnes disent, et peut-être avec raison, que les Melikich appartiennent à la race des Sanhadja. » 
Dans cette liste, la plupart des tribus citées ne sont connues à personne, elles sont probablement disparues ou ont été absorbées par d'autres tribus à cause de diverses raisons, notamment des guerres civiles, comme c'était le cas pour deux tribus, les Isemmadhien qui appartenaient autrefois aux Aït Iraten, et la tribu des Aït ou Belkacem, qui faisait partie de la confédération des Aït Betroun au moins avant le milieu du XVIIIe siècle. Ils montrent aussi combien est erronée l'opinion qui assigne pour cause unique à la formation de la tribu une communauté d'origine et même un ancêtre commun. 
Cette hypothèse, fort difficile à admettre partout ailleurs, est moins acceptable encore en Kabylie, où la tribu est une fédération politique qui se mute avec le temps et au gré des confédérés. 
Les seules tribus qui existent encore dans cette première liste sont quatre : les Aït Melikech du Oued-Sahel (Soummam); les Beni Koufi des Guechtoula ; les Mecheddala, voisins des Aït Betroun; finalement, les Ouzeldja, qui sont plus probablement les Ouzellaguen (les son « dj » le « g » son échangeables). 
Les Beni Koufi appartiennent aux Guechtoula, mais ils ont été cités séparément dans la liste.

Voici les tribus de la deuxième liste cités par Ibn Khaldoun : 

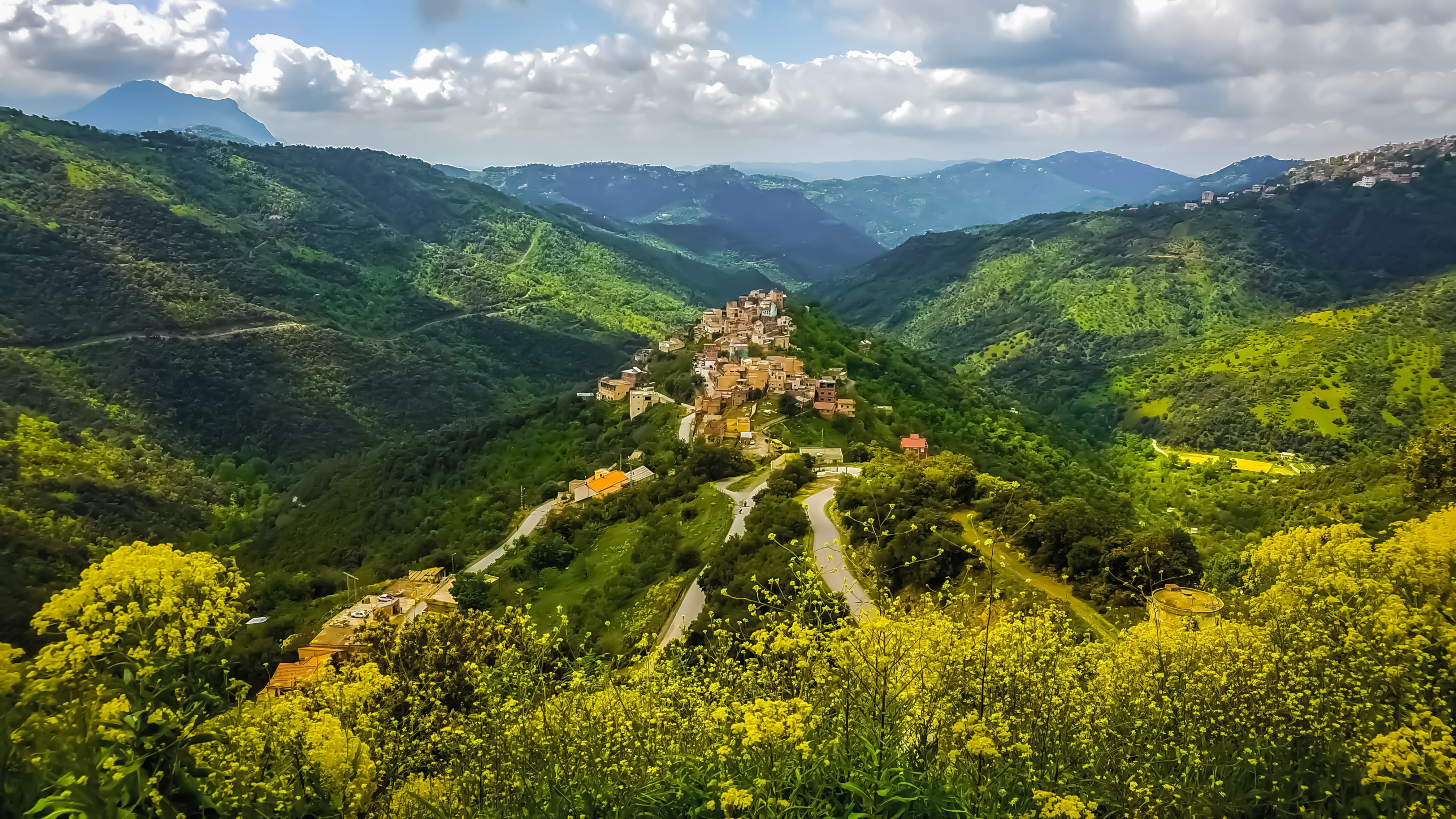
Akbil, Michelet (confédération des Aït Menguellet).

« De nos jours, les tribus zouaouiennes les plus marquantes sont les Béni Idjer, les Béni Manguellat, les Béni Itroun, les Béni Yanni, les Béni Bou-Ghardan, les Béni Itouragh, les Béni Bou-Yousef, les Béni Chayb, les Béni Aïssi, les Béni Sadqa, les Béni Ghoubrin et les Béni Gechtoula. » Les Aït Iraten et les Aït Fraoussen, tribus zouaouiennes, ont aussi été citées dans la même page, mais pas dans cette liste. D'ailleurs, Ibn Khaldoun cite les Beni Yenni d'une part, et les Aït Betroun d'une autre part, alors qu'ils font partie de ces derniers. Même chose pour les Beni Menguellet, il les cite d'une part, et les Beni Bou Youcef d'une autre part, alors qu'ils font partie des Beni Menguellet. 
Cependant, certaines tribus considérées comme Zouaoua, au sens moins restreint, n'étaient pas citées ici, comme les Aït Yahya, les Illilten et les Aït Khelili. 
Voici ce que disait Ibn Khaldoun à propos des Zouaoua : 
Ils habitent au milieu des précipices formés par des montagnes tellement élevées que la vue en est éblouie, et tellement boisées qu'un voyageur ne saurait y trouver son chemin. 
C'est ainsi que les Beni Ghobrin habitent le Ziri, montagne appelée aussi Djebel ez-Zan, à cause de la grande quantité de chênes-zan dont elle est couverte, et que les Beni Feraoucen et les Beni Iraten occupent celle qui est située entre Bougie et Tedellis. 
Cette dernière montagne est une de leurs retraites les plus difficiles à aborder et les plus faciles à défendre ; de là, ils bravent la puissance du gouvernement (de Bougie), et ils ne paient l'impôt qu'autant que cela leur convient.
De nos jours ils se tiennent sur cette cime élevée et défient les forces du sultan, bien qu'ils en reconnaissent cependant l'autorité. Leur nom est même inscrit sur les registres de l'administration comme tribu soumise à l'impôt (kharadj). »
Pendant son époque, tous les Berbères Kutama étaient des sujets du sultanat Hafside et étaient obligés de payer des impôts, à l'exception de ceux qui ont été retranchés dans leurs montagnes, comme les Beni Zeldaoui, les Zouaoua, les tribus des montagnes de Jijel.
Au IVe siècle, les berbères Mérinides ont lancé une expédition sur le territoire des Abdelouadites de Tlemcen et des Hafsides de Tunis avec le but d'unifier le Maghreb, comme leurs prédécesseurs, les Almohades, ont fait. En l'an 1338 (ou 1339), le 10e sultan Mérinide, Abu al-Hassan, avait campé avec son armée dans la Mitidja, pas loin d'Alger, après sa campagne militaire réussie contre le Royaume de Tlemcen. Un de ses fils, Abu Abderahmane Yacoub, s'enfuit, puis fut arrêté et mourut peu après. Après cet événement, un boucher de la cuisine du sultan, qui ressemblait beaucoup a Abu Abderahmane Yacoub, passa chez les Aït Iraten. Quand il arriva chez la tribu, Chimci, une femme de la famille noble des Abd es-Samed, s'empressa de lui accorder sa protection et engagea toute la tribu à reconnaître l'autorité du prétendant et à le seconder contre le sultan. Alors ce dernier offrit des sommes considérables aux fils de Chimci et aux gens de la tribu, afin de se faire livrer l'aventurier. Chimci rejeta d'abord cette proposition, mais ayant en suite découvert qu'elle avait donné son appui à un imposteur, elle lui retira sa protection et le renvoya dans le pays qu'occupèrent les Arabes. Ensuite elle alla se présenter devant le sultan avec une députation composée de quelques-uns de ses fils et de plusieurs notables de sa tribu. Le monarque mérinide, Abu al-Hassan ben Uthman, lui fit l'accueil le plus honorable, et l'ayant comblée de dons ainsi que les personnes qui l'avaient accompagnée, il les renvoya tous chez eux. La famille d'Abd es-Samed conserva encore le commandement de la tribu.
Durant la période Almohade, et surtout Hafside, il y'avait beaucoup de mentions de grand savants des Zouaoua, comme Abu Zakariya Yahya ez-Zouaoui, plus connu sous le nom de Ibn Mu‘ṭi, philologue du Maghreb et auteur du premier ouvrage grammatical versifié, l'Alfiyya. Il a également écrit de nombreux ouvrages sur des catégories diverses, originaire des Hesnaoua, confédération des Aït Aissi; Abu Ali Nacer ed-Din ez-Zouaoui, grand docteur de Bougie, originaire des M'Chedallah; Amrane el-Mecheddali, professeur de la loi, lui aussi des M'Chedallah; Abu r-Ruḥ 'Isa al-Menguellati, des Aït Menguellet; Omar Ibn 'Ali des Aït Melikech; Abu el-'Abbas des Aït Ghobri, et beaucoup d'autres savants de diverses tribus zouaouiennes. 
L'historien français, Robert Brunschvig (1901 - 1990), avait dit dans son livre, La Berbérie orientale sous les Hafsides, Tome I, que les ethniques formés sur M'Chedallah, Melikech, Menguellat, Ghubri(n) sont nombreux dans les textes de l'époque hafside.

### Époque Ottomane

#### Sous le Royaume de Koukou

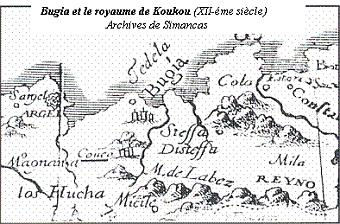
Carte espagnole du XVIe siècle figurant la Kabylie, incluant Couco (Koukou) et Labez (La Kalaa des Beni Abbès)

Après la prise de Béjaia par les Espagnols en l'an 1510, un certain Sidi Ahmed ou el-Kadi, descendant du juge de Bougie, Abu el-'Abbas el-Ghubrini, s'est refugié dans le village de ses ancêtres, Aourir (commune d'Ifigha) des Aït Ghobri, et fondera un état qui englobera la Grande Kabylie, le Royaume de Koukou, dont la capitale était son village d'origine, puis Koukou chez les Aït Yahya en 1515, à cause de sa position stratégique et ses avantages géopolitiques qu'aucun autre village n'avait. Sidi Ahmed ou el-Kadi venait d'une famille lettrée et éduquée, qui avait été bien établie à Bougie, et avait longtemps servi les sultans Hafsides.
Dans les documents espagnols, le Royaume de Koukou était souvent appelé « Reino de Azuagos », signifiant le Royaume des Zouaoua. Mais l'anthropologue français, Émile Masqueray soutien l'idée que les Ait ou el-Kadi ne régnaient que sur la vallée de l'Oued Sebaou et une partie de l'est de la Grande Kabylie. Émile Masqueray dit à propos de Sidi Ahmed ou el-Kadi : « Les témoignages précis des indigènes limitent la domination du seigneur de Kouko à l’Ouad Bou-Behir et à l’Ouad des Amraoua. Son influence s’étendait sans doute beaucoup plus loin; mais, en dépit de ses arquebusiers et de sa cavalerie, il ne fut jamais maître de la montagne des Gaouaoua. » Il n'y a pas non plus de preuve que les Aït ou el-Kadi aient prélevé des impôts auprès des tribus centrales du Djurdjura, telles que les Aït Betroun, les Aït Iraten et les Aït Menguellet, qui étaient les plus forts des Zouaoua en nombres, tant d'armes que d'âmes. D'après Pièrre Boyer, le territoire de Koukou incluait les tribus de la Kabylie maritime, et aussi ceux des Aït Iraten et des Zouaoua proprement dits (les Aït Betroun et les Aït Menguellet), mais ces derniers étaient plutôt des alliés que des tribus soumises. Il ne faut surtout pas oublier que les Zouaoua, au sens moins restreint du terme, sont un ensemble de confédérations, et non pas une seule confédération unie, même s'ils parlent la même langue, ont la même culture, la même religion, et s'allient souvent pour faire face aux invasions étrangères.
Pendant que les espagnols avaient le contrôle sur certains ports du Maghreb, les Turcs et les Kabyles soutenaient les uns les autres contre les envahisseurs chrétiens, notamment dans la tentative de reprise de Béjaia en 1512, où les Kabyles étaient 20,000 dans le champ de bataille, mais ont échoué à reprendre la ville. En 1555, il a une nouvelle tentative, dans laquelle une force large des Zouaoua avait participé pour reprendre la ville dans la bataille de Béjaia, qui s'est finalement terminée par un succès, et les espagnoles furent chassés de la ville.

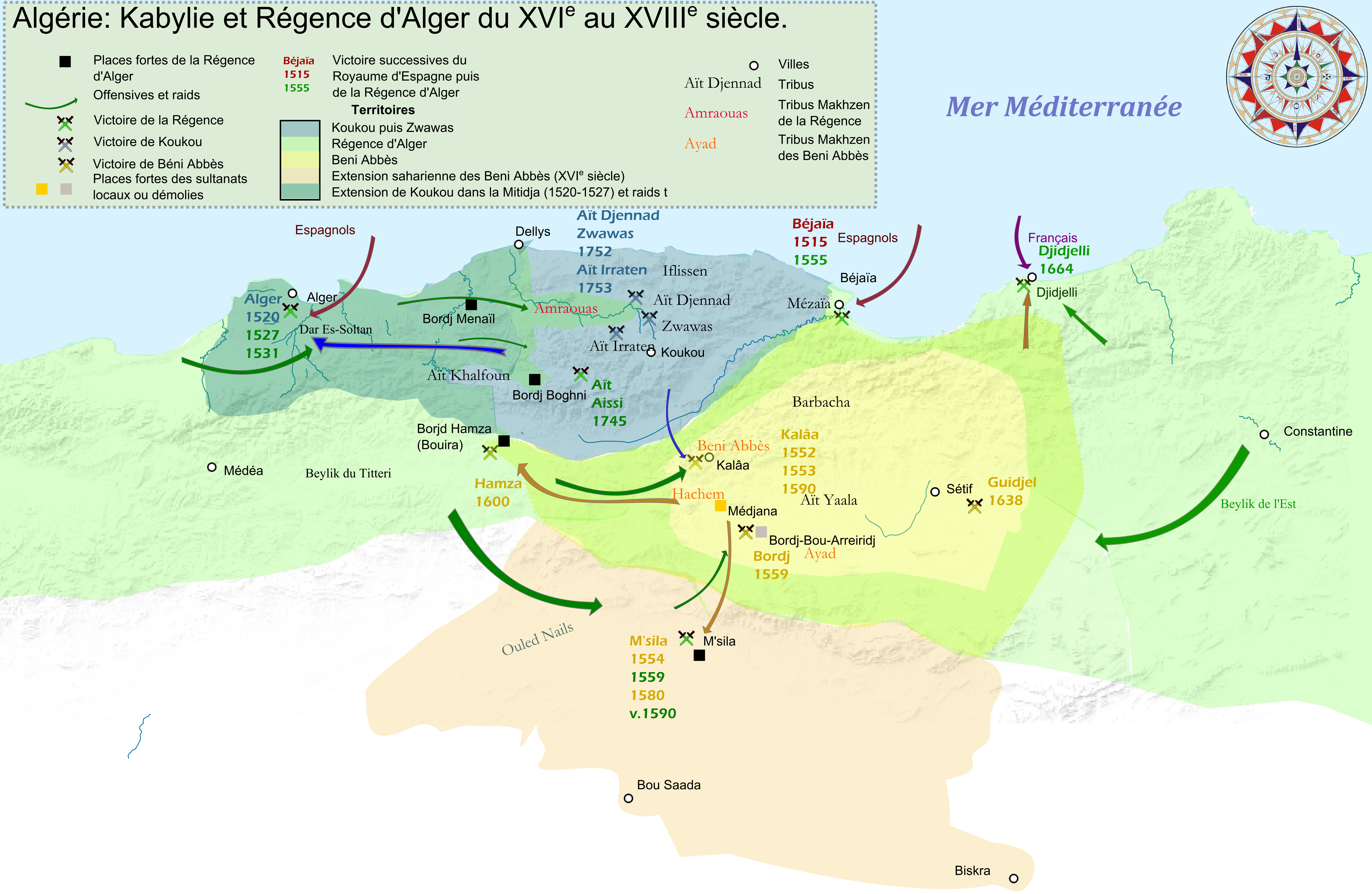
Les batailles qui ont eu lieu entre les Kabyles et la Régence d'Alger au XVIe siècle au XVIIIe siècle

Cependant, la relation entre les Kabyles et les Ottomans n'était pas toujours bonne. La relation entre Sidi Ahmed ou el-Kadi et les frères Barberousse s'est dégradée à cause de l'assassinat de Salim et-Toumi, chef des Thaâliba qui contrôlaient Alger, par les frères Barberousse en 1516 pour leur propre intérêt. Peut-être c'est pour cette raison que Sidi Ahmed ou el-Kadi avait abandonné Aruj Barberousse l'an après, durant la bataille de Tlemcen, dans laquelle les Ottomans furent vaincus et le sultan Zianide, Abou Hammou III, avait été restauré sur le trône en tant que vassal de l'Empire espagnol. La régence d'Alger avait donc perdu ses alliés indigènes les plus importants. Après cet évènement, la guerre avec Kheireddine Barberousse, frère d'Aruj, était inévitable. L'année suivante, les Kabyles, soutenus par les Hafsides de Tunis, affrontent les Ottomans pour la première fois dans la bataille des Issers, sur le territoire de la tribu des Aït Aicha (wilaya de Boumerdès). Les Kabyles ont infligé de lourdes pertes aux Ottomans et sortirent victorieux. La voie pour Alger est ouverte, ils s'emparèrent de la ville l'année suivante et Sidi Ahmed ou el-Kadi devient maître de Koukou et d'Alger, et donc contrôlait la Mitidja. Kheireddine s'est réfugié à Jijel après sa défaite contre les Kabyles, et il avait capturé Bona, Collo et Constantine et reçu l'allégeance de beaucoup de tribus de la région. Après cinq ou même sept ans, mais plus probablement cinq, Sidi Ahmed ou el-Kadi fut assassiné, et Kheireddine avait repris Alger.
L'histoire du Royaume de Koukou ne s'arrêta pas la, Sidi Ahmed ou el-Kadi fut remplacé par son frère, el-Hussine, et la Grande Kabylie avait gardé son indépendance. En l'an 1529, c'est-à-dire deux ou quatre ans après la reprise d'Alger par Kheireddine, un traité de paix a été conclu par les Aït ou el-Kadi et la Régence d'Alger, ces derniers reconnaissant le maître incontesté et indépendant de la Kabylie du Djurdjura, el-Hussine, mais imposant également une taxe annuelle, qui n'a jamais été payée. Ammar Boulifa dit à propos de cela : « La non-exécution de cette partie de la convention signée avec les Turcs, n'a rien de surprenant, car les Bel-K'adhi (Aït ou el-Kadi), qui refusèrent de payer cet impôt, ne firent en cela que suivre et respecter les traditions de leur pays. » L'historien espagnol, Diego de Haëdo, dans son ouvrage, Histoire des Rois d'Alger, qui a été publié en 1612, avait parlé des Zouaoua, qu'il appelait « Azuagos » ou « Mores de Kouko », et du Royaume de Koukou, dont son roi était cité comme un souverain puissant. De Haëdo avait dit que les Zouaoua étaient très nombreux, qu’ils ne faisaient qu’aller et venir, achetant des armes, se promenant librement dans Alger, comme si la ville était à eux. En 1576, 1,000 Zouaoua ont participé à la prise de Fès au Maroc, dans laquelle ils ont soutenu le futur sultan saadien, Abu Marwan Abd al-Malik contre son neveu, Muhammad al-Mutawakkil. Les Zouaoua étaient équipés de mousquets, et ils étaients de bons soldats. Muhammad al-Mutawakkil fut vaincu.

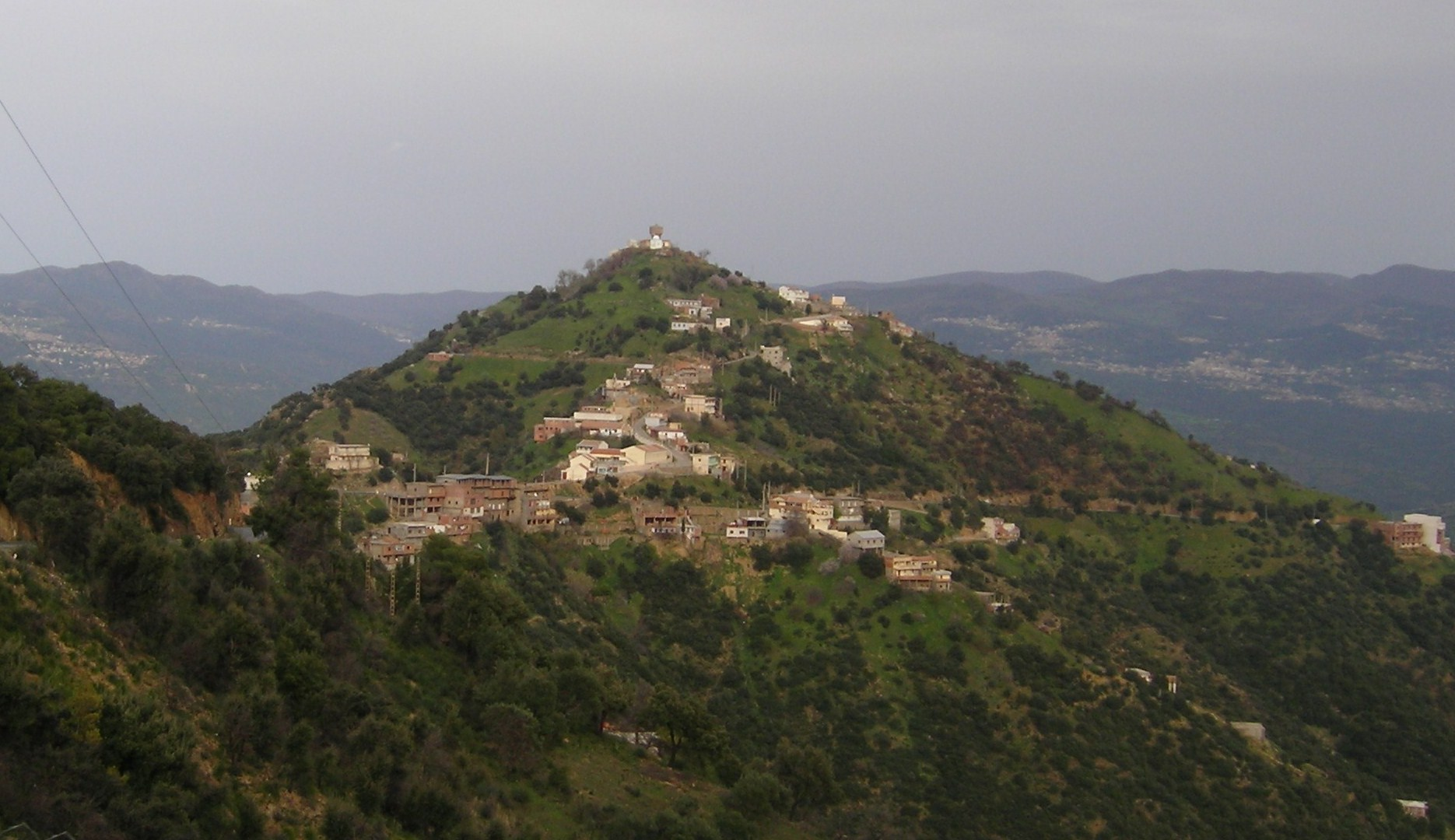
Koukou, capitale du royaume du même nom.

En 1546, Amar avait succédé à son père, el-Hussine, au trône. Amar avait régné jusqu'à son assassinat en 1618, à cause de sa « tyrannie » et sa faiblesse contre la Régence d'Alger qui ont mené deux expéditions punitives, en 1607 dans lesquelles ils ont atteint Jema'a n Saharij chez les Aït Fraoussen, et en 1610 où ils avaient atteint leur capitale, Koukou. Amar avait été remplacé par son frère, Mohammed. La femme d'Amar, qui était enceinte, s'est réfugié chez la famille de ses parents, la famille Hafside à Tunis, et donna naissance à un garçon, Ahmed. Ahmed était surnommé « Boukhtouche », c'est-à-dire l’homme au javelot, et son nom complet était Sidi Ahmed el-Tounsi. Dans les années 1630, Sidi Ahmed retourna en Kabylie avec des troupes Hafsides de Tunis, puis vengera la mort de son père, et prendra le contrôle de la Grande Kabylie.
Ahmed avait abandonné Koukou, et retourna au village de ses ancêtres, Aourir Naït Ghobri, puis s'installe à Tifilkout, chez les Illilten. Ceci marqua la fin de Koukou en tant que capitale politique. Cependant, la famille régnante resta la même, mais sous un autre nom : Aït Boukhtouch, ou Iboukhtouchen.

#### Après la chute de Koukou
En l'an 1659, les Ottomans ont fondé la caïdat (chefferie) de bled Guechtoula (ou de Boghni). La caïdat était sous l'autorité du Bey du Titteri, et les caïds (chefs) nommés étaient tous étrangers à la tribu. La confédération des Guechtoula était forcée à payer des taxes légères. Les Aït Sedka (sauf les Ouadhia; Aït Ahmed; Aouqdal), une partie des Aït Abdelmoumen (confédération des Aït Aïssi) et le sud de la tribu des Maâtka en faisaient partie après leur défaite face au Ottomans des années après.
En 1696, la Grande Kabylie avait été divisée en deux çofs (partis) durant un conflit de succession entre Ali, l'héritier légitime du trône, et son frère, Ourkho. Les deux étaient fils de Sidi Ahmed el-Tounsi. Voici les allégeances des tribus kabyles :
1. Les partisans d'Ourkho (çof oufella), qui étaient 38 tribus, dont les plus importants : les Iflissen Umellil (quatorze tribus), Aït Menguellet (confédération du même nom), les Aït Ouacif (confédération des Aït Betroun), les Aït Djennad (trois tribus), et finalement, les Aït Yahya[61], qui étaient les leaders du çof.
2. Les partisans d'Ali (çof bouadda), qui étaient 48 tribus, dont les plus importants : les Aït Iraten (cinq tribus), les leaders du çof, et les Amraoua, les Aït Idjer, les Aït Itsoura, les Aït Aissi (quatre tribus), les Aït Yenni et les Aït Boudrar (les deux de la confédération des Aït Betroun)[61].

Ourkho a disparu de l'histoire et son frère, Ali, a été victorieux.
Au début du XVIIIe siècle, un certain caïd, Ali Khodja, affirma son autorité sur les Amraoua, puissante tribu kabyle qui deviendra une tribu makhzen. Il a fondé le caïdat de Sebaou et construit un bordj (forteresse) du même nom, à mi-chemin entre Tizi Ouzou et bordj Menaïel, en 1720–21, puis quatre ans après, bordj-Boghni chez les Guechtoula. Ali Khodja avait vaincu les Iboukhtouchen et leurs alliés à Draâ Ben Khedda et chez les Aït Fraoussen. Le caïdat du Sebaou comprenait les Aït Khalfoun, les Iflissen Umellil, les Beni Thour, la ville de Dellys, les Aït Ouaguenoun, les Iflissen Lebhar, les Aït Djennad, les Aït Ghobri, les tribus du Haut Sebaou et d’Assif el-Hammam, les Aït Aïssi, les Aït Douala, les Beni Zmenzer, les Betrouna, les Aït Khelifa et une partie des Maatka. Le caïdat de Sebaou était, comme le caïdat de Boghni, sous l'autorité du Bey du Titteri.
Les populations des massifs montagneux des Aït Iraten (Aït Akerma, les Aït Irdjen, les Agouacha, les Aït Oumalou et les Aït Oussammer) et des Zouaoua proprement dits, c'est-à-dire les Aït Betroun (Aït Yenni, Aït Ouacif, Aït Boudrar, les Aït Bou-Akkach, et les Aït ou Belkacem) et les Aït Menguellet (les Aït Menguellet, les Aqbil, les Aït Bou-Youcef, et les Aït Attaf), demeurent insoumises et étaient complètement indépendantes; elles désignaient elles-mêmes leurs chefs et ne payaient aucun impôt.
Thomas Shaw, un voyageur britannique, avait vécu douze ans dans la Régence d'Alger, depuis 1720 jusqu'en 1732. Thomas Shaw a mentionné les Zouaoua comme les plus nombreux et les plus riches des Kabyles. Ils habitaient le Djurdjura, qui est la plus haute montagne de la Barbarie. C’est, d’une extrémité à l’autre, une chaîne de rochers escarpés qui servent d’asile à différentes tribus kabyles, et les préserve de la domination de la Régence d'Alger. Thomas Shaw avait cité les tribus zouaouiennes suivantes (en ordre) : les Boghni (confédération des Guechtoula), les Guechtoula, les Aït Koufi (confédération des Guechtoula), les Aït Betroun, puis les Aït Menguellet et les Aït Fraoussen, et finalement, les Aït Ghobri. Il avait cité Koukou comme le plus important des villages kabyles.

##### Conflit entre la régence d'Alger et les Kabyles

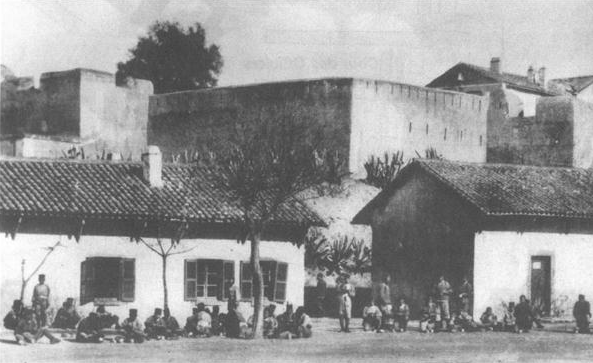
Le bordj Tizi-Ouzou, construit par le Bey Mohammed.

Au milieu du XVIIIe siècle, le caïd de Sebaou, Mohammed Ben Ali, surnommé « ed-Debbah » (signifiant l’égorgeur), était sur le point de lancer une campagne contre les Aït Aïssi, les Ait Sedka, et les Guechtoula. Mohammed maria la fille de Si Ammar Ou Boukhetouch pour conclure une alliance avec sa famille et garder les tribus sous leur influence, notamment les Aït Iraten et les Aït Fraoussen, neutres.
En 1745, Mohammed Ben Ali conduit les troupes ottomanes, avec des Kabyles envoyés par la Zaouia d'Aït Sidi Ali Ou Moussa des Maâtka, contre les Aït Aïssi. Mohammed reçoit la soumission des tribus des Aït Zmenzer, des Aït Douala et des Iferdiouen en un seul jour, mais il rencontre une féroce résistance des villages de Taguemount Azouz et d'Aït Khalfoun chez Aït Mahmoud, qu'il est incapable de vaincre. 
Malgré cela, il est promu Bey du Titteri. 
Ensuite, les Ottomans écrasent les Guechtoula et deux tribus des Aït Sedka, les Aït Chenacha et les Aït Ouilloul, avec succès, et imposent des taxes légères à payer. 
Puis, ils reviennent chez les Aït Mahmoud, capturent Taguemount Azouz et Aït Khalfoun, et reçoivent la soumission de la tribu entière.

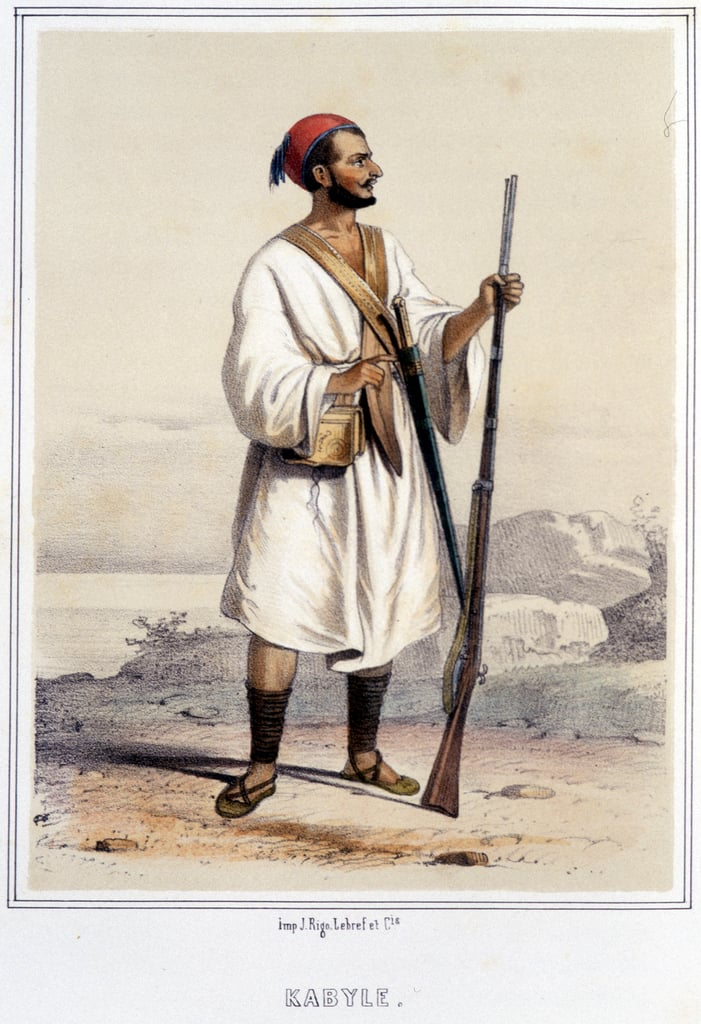
Mousquetaire de Kabylie.

Après un ou deux ans, en 1746–47, le Bey Mohammed Ben Ali lance une expédition contre la tribu des Aït Ouacif de la confédération des Aït Betroun des Zouaoua proprement dits, qui, loin de reconnaître la puissance (turque ottomane) naissante, cherchent à la détruire par tous les moyens possibles. 
Le Bey tente d'enlever le grand marché de la tribu, « Souk el-Sebt » (marché du samedi, qui n'existe plus). 
Mais cette fois, la fortune, jusque-là favorable, se retourne contre lui, et la tentative s'achève par un fiasco meurtrier pour les Ottomans, repoussés et obligés de se retirer. 
Les Ottomans, vaincus, n'essaient plus jamais de faire face aux Zouaoua proprement dits les armes à la main. 
Battu par les armes, le bey espère prendre sa revanche en jouant de finesse. 
Un envoyé du bordj apporte du pain blanc aux Aït Ouacif avec promesse que, s’ils se soumettent, ce pain deviendra leur nourriture de chaque jour. 
Les Kabyles répondent : « Reporte au bey son pain blanc, et répète-lui que nous préférons notre piment rouge, qui fait circuler le sang plus vif dans nos veines et nous donne plus d'ardeur encore pour combattre l'étranger. »
Une autre version similaire du récit : Le Bey, désespéré de son insuccès, essaya un subterfuge pour intimider ses adversaires. Il leur envoya une certaine quantité de pain blanc, en leur annonçant que c'était la nourriture journalière des siens. En réponse, les Kabyles lui adressèrent des beignets saupoudrés de ce poivre rouge dont la force est proverbiale, eu accompagnant leur envoi de ces paroles : « Ces aliments, recouverts d'une forte couche de poivre qui brûle notre sang lorsque nous les mangeons, ravivent notre ardeur guerrière, notre haine pour l'étranger et nous donnent la force nécessaire pour les exterminer. » Des marabouts (saints) ont annoncé à haute voix que le prophète était apparu à Bey Mohammed, lui ordonnant de donner son cheval à boire à la fontaine du marché des Aït Ouacif. « Le bey viendra donc à cheval, ajoutent-ils, avec une faible escorte, et au nom du prophète nous lui devons bon accueil. » Sur ce gros émoi et tumulte dans la tribu. « Non, le bey ne violera pas notre territoire, s’écrie le plus grand nombre. — Voulez-vous que le prophète vous maudisse? — Le prophète ne nous maudira point ; qu’ordonne-t-il ? Que le cheval de Mohammed boive à notre fontaine ; eh bien ! le cheval boira. » Une députation d'Aït Ouacif alla chercher le cheval, l'amena à boire et le ramena à son maître, sans laisser le bey et son escorte mettre les pieds sur leur territoire. 

« Tout le monde se plaignait d'un état des choses dommageables, source de discordes, de troubles et de conflits dans les villages, les tribus et la confédération des Beni Betroun. L'assemblée générale prononça donc, à l'unanimité des voix :
1. L'exhérédation de la femme ;
2. L'extinction du droit de retrait sur les biens immobilisés;
3. L'extinction du droit de préemption pour les filles, les sœurs et les orphelins;
4. La déchéance du droit au don nuptial pour la femme répudiée, ou veuve. »

En 1753, les Iflissen Lebhar et les Aït Djennad éclateront une révolte dans la Kabylie maritime, et après que le Bey et les Aït Djennad aient négocié un arrangement, le Bey n'a exigé que leur neutralité absolue et il a renoncé à parler d'impôts.
Le Bey tourna ses armes contre les Aït Iraten. Le Bey disposait d'une grande armée avec une artillerie formidable, et divisa cette armée en six colonnes et attaqua à deux tribus de la confédération : les Aït Akerma et les Aït Oumalou. « Où vas-tu, Bey-Mohammed? lui dit un derwich qui menait paître sa vache et la menait à la corde, comme doit faire tout honnête Kabyle qui respecte le bien du voisin. — Là-haut, pour punir des rebelles. — Crois-moi, mon frère, rebrousse chemin. — Non. — Ne monte pas, te dis-je, ou il t'arrivera malheur en plein front. » Les Aït Iraten furent dirigés par Cheikh Ou Arab, et furent aidés par des contingent des Aït Betroun et des Aït Menguellet. Selon la tradition orale des Aït Iraten, la colonne du Bey avait 6 frères turcs d'Alger, parmi eux 5 furent tués. Le seul survivant tua le chef de l'expédition, le Bey Mohammed, en lui tirant une balle dans le dos. Après la mort du Bey, les troupes turques abandonnèrent l'expédition Les guerriers Kabyles les poursuivaient jusqu'au Sébaou, et les turcs renoncèrent à une confrontation. Les troupes ottomanes se sont retirées jusqu'à Corso, près de Boumerdès, où ils vont enterrer le Bey sous une coupole. À la suite de ce succès Kabyle, la montagne des Aït Iraten justifiait une fois encore son glorieux nom de l’Invincible.
Les Zouaoua (proprement dits) et les Aït Iraten avaient humilié impunément le Bey, ils étaient invaincus dans leurs montagnes. Ils ont gardé leur indépendance, jusqu'à la conquête française de la Kabylie en l'an 1857.
En l'an 1756, les Guechtoula ont déclenché une révolte dans laquelle le bordj-Boghni fut détruit et tombé en ruines. Les Guechtoula ont chassé la garnison turque et ont tué le caïd Ahmed, mais le bordj fut reconstruit après l'échec des Kabyles dans l'attaque du bordj-Bouira presque deux mois après. Le bordj-Boghni fut encore détruit par les Guechtoula avec l'aide de leurs voisins, les Aït Sedka, en 1818. La garnison turque avait dû capituler après sept jours de siège et le bordj resta plusieurs années en ruines, mais fut reconstruit aussi pour une nouvelle fois.

### Conquête française

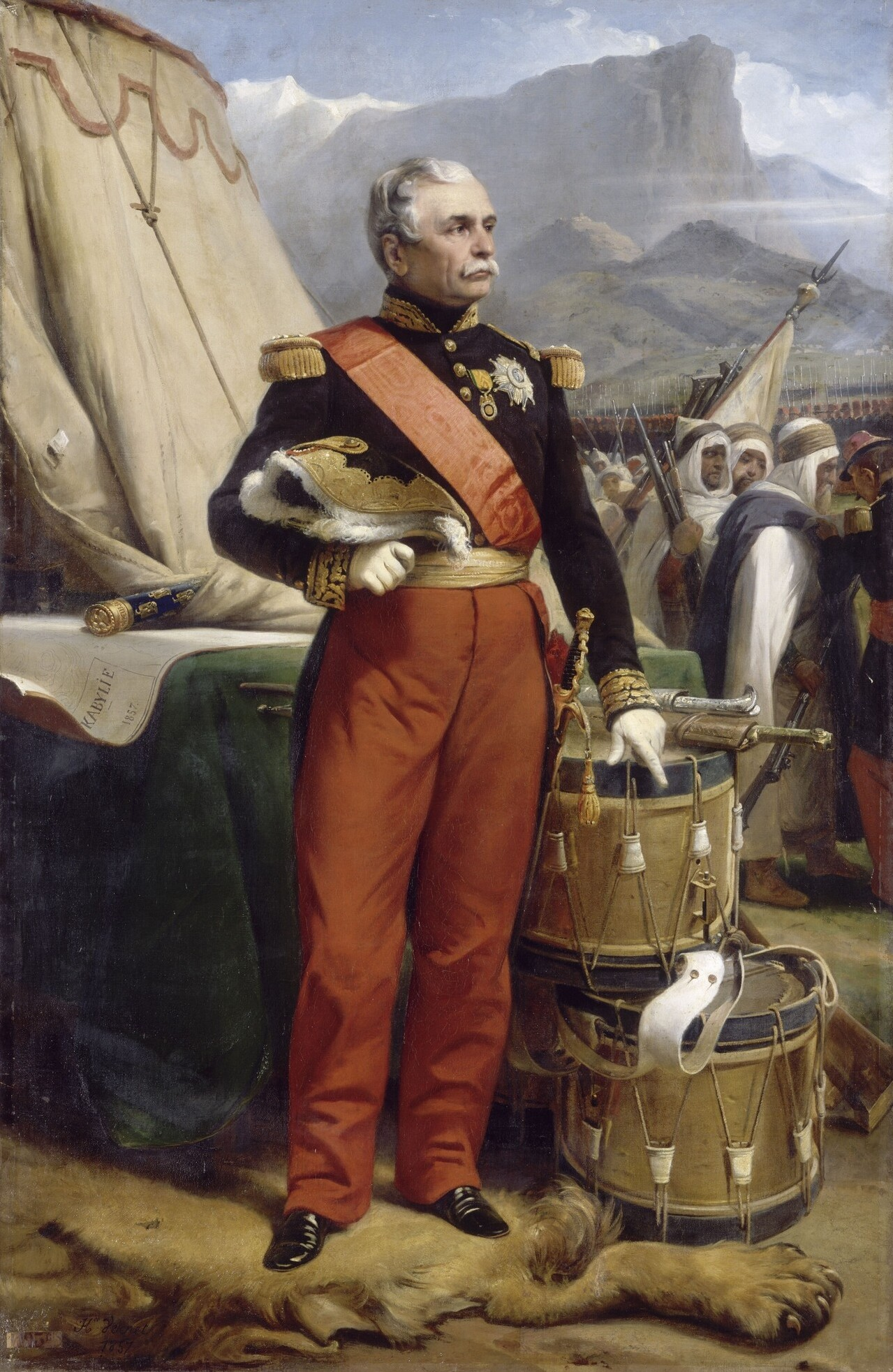
Le général Jacques Louis Randon en Kabylie.

La première rencontre entre les guerriers kabyles et les Français eut lieu en 1830 à Alger, dans laquelle les Zouaoua ont participé à la défense de la ville contre les envahisseurs. Les Zouaoua proprement dits s'étaient regroupés sous un seul chef après l'entrée des Français à Alger en 1830. Un des chefs kabyles, el-Hadj Mohammed, d'une tribu Zouaoua, fut blessé mortellement à la défense de la ville. Selon Jacques Lanfry, les Zouaoua proprement dits se soulèvent ensemble et s'allient en 1849 aux Guechtoula et à d'autres du versant sud du Djurdjura pour attaquer les tribus de basse-Kabylie qui ont fait leur soumission au nouvel occupant venu remplacer le pouvoir turc.
En l'an 1844, les Iflissen Oumelil ont fait leur soumission, puis leurs voisins, les Guechtoula, ont fait la même chose trois ans après. Cependant, ces derniers se révoltèrent en 1849. Plusieurs tribus kabyles encore non soumises ont fait partie de cette révolte pour arrêter les envahisseurs français, notamment les Aït Sedka, qui ont envoyé 4 000 guerriers, les Aït Aïssi et les Aït Betroun ont aussi participé en envoyant 1 800 et 1 200 guerriers respectivement. D'autres tribus ont envoyé entre 100 et 600 guerriers et le nombre total des combattants kabyles était de 11 300, commandés par Sidi el-Djoudi, un marabout des Aït Boudrar. Après la bataille, les pertes françaises étaient de 11 tués et 105 blessés, mais les Kabyles avaient 500 hommes hors de combat, tant tués que blessés, et les Français ont été victorieux, mais la résistance Kabyle continue.

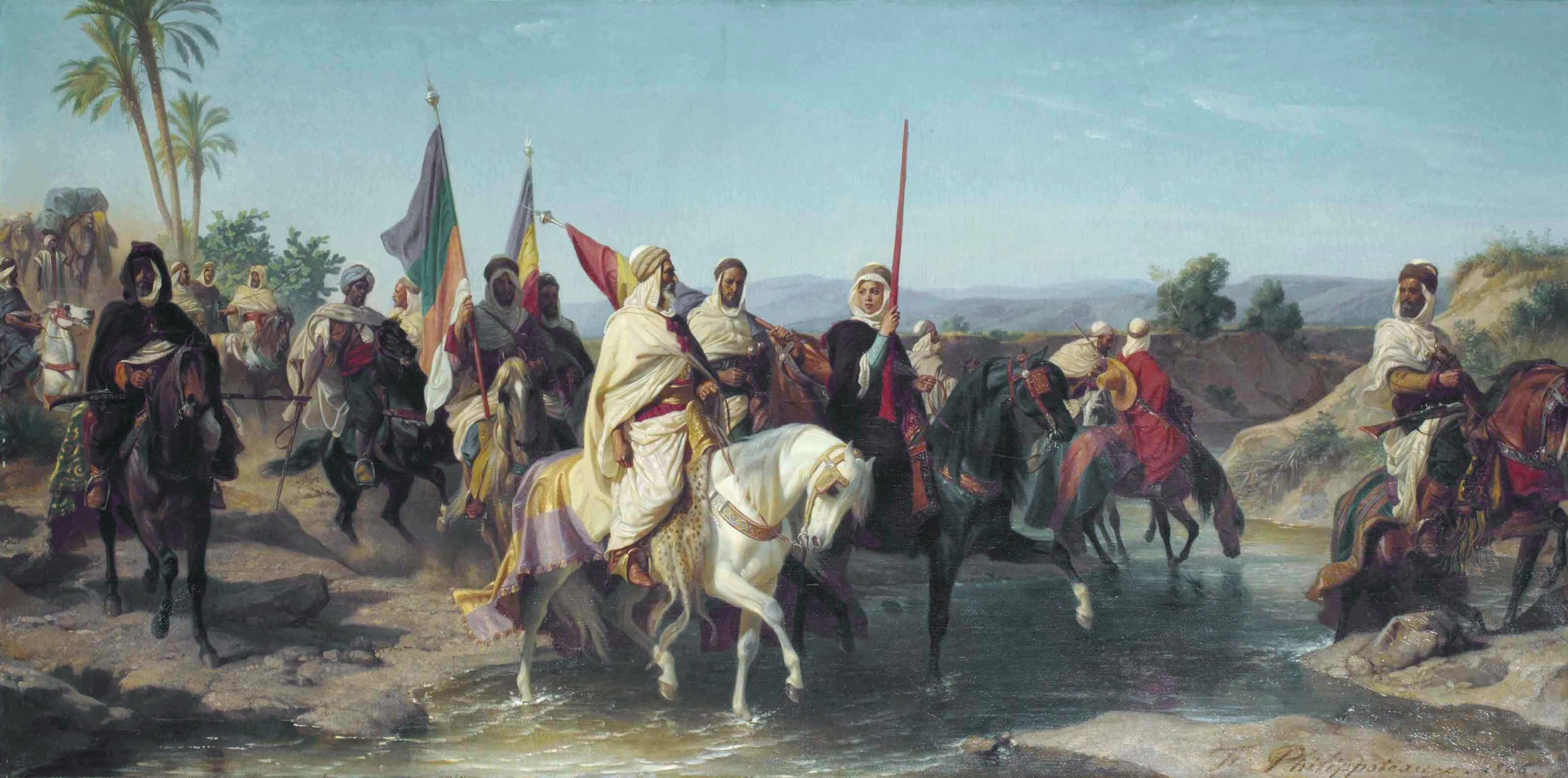
Chérif Boubaghla et Lalla Fatma N'Soumer (par Félix Philippoteaux, 1866).

Cependant, après la victoire française, seuls les Guechtoula étaient soumis. Le reste des tribus demeurent encore indépendantes pour les huit prochaines années. Cinq ans après, c'est-à-dire en 1854, une autre bataille s'est déroulée dans le Haut Sebaou, dans laquelle les Kabyles sous le commandement de Lalla Fatma N'Soumer, originaire des Illilten, et de Chérif Boubaghla, ont vaincu les troupes françaises menées par le capitaine Charles Wolff. 
Deux ans après, un marabout nommé Sidi el-Hadj Amer mène les Aït Sedka et les Guechtoula à se soulever, mais la révolte se termine par un échec, et le marabout se réfugie chez les Aït Ouacif.
Pendant que la plupart des tribus kabyles étaient soumises après les victoires successives des troupes françaises, les Français ont décidé de soumettre les dernières tribus kabyles non soumises, certaines tribus de la Haute Kabylie et de l'Oued Sahel, en 1857, sous le commandement du maréchal Randon. La première tribu à subir les attaques des Français fut celle des Irdjen, de la confédération des Aït Iraten, au mois de mai, puis les Aït Akerma. Environ 3 000 guerriers se sont rassemblés au grand marché de la tribu, Souk l'Arbâa, mais cette foule se disperse et la lutte est terminée. 
Les Kabyles ont perdu 400 hommes, tandis que 300 ont été blessés sur un total de 6 à 7 000 combattants, incluant les Aït Iraten et leurs alliés, qui étaient en nombre considérable. Une autre source indique que d'après les Kabyles eux-mêmes, leurs pertes étaient de 1 200 hommes mis hors de combat. Les pertes françaises étaient de 66 morts, dont un officier; 418 blessés, dont 6 officiers, et donc le nombre total était de 484 hommes hors de combat.

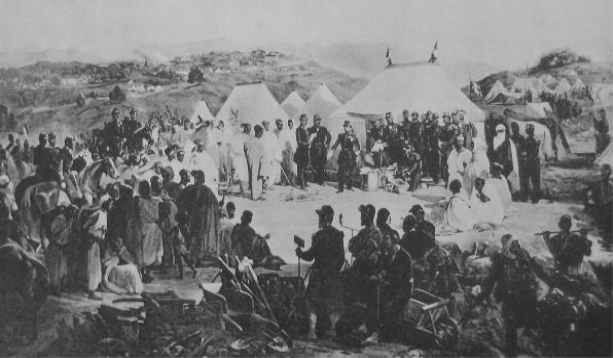
La reddition des chefs des Aït Iraten le 28 mai 1857.

1. Reconnaissance de l'autorité de la France sur la Kabylie, avec l'ouverture des routes et la libre circulation des Français, avec la construction de bordjs;
2. Fourniture de bois et de nourriture pour l'armée;
3. Paiement d'une contribution de guerre de 150 francs par fusil et livraison d'un certain nombre d'otages.

À la suite de la soumission des Aït Iraten et certains de leurs alliés, incluant ceux qui n'ont même pas participé à leur défense, les ont suivis et ont aussi offert leur soumission. Ces tribus étaient les suivantes : les Aït Fraoussen, les Aït Bou Chaïb, les Aït Khellili, les  Aït Ghobri, les Aït Douala, les Aït Sedka, et les Aït Mahmoud.
Près d'un mois après la soumission de ces tribus, les tribus de la confédération des Zouaoua proprement dits (les Aït Betroun et les Aït Menguellet), qui ont prêté main-forte aux Aït Iraten, étaient la prochaine cible des troupes françaises. Deux villages des Aït Iraten n'ont pas encore tombé entre les mains des Français, le village d'Icheriden et d'Aguemoun Izem, et c'était dans le premier village que les combattants kabyles de nombreuses tribus se sont réunis et la bataille d'Icheriden était sur le point de commencer. En 24 juin, les combattants kabyles étaient de 3 à 4 000 hommes, composés des hommes les plus énergiques de la Kabylie, et avaient les munitions nécessaires, alors que les Français étaient forts de 7 000, dont 2 500 participeront à l'attaque, en plus d'artillerie. Après la fin de la bataille le 30 juin, les Français avaient 571 hommes hors de combat, incluant 28 officiers. Alors que les Kabyles, d'après eux, ont perdu 400 hommes, la plupart tués par l'artillerie; le nombre des blessés est inconnu, mais on estime 1 000 au moins. Le pieux fanatisme avec lequel les Kabyles enlèvent leurs blessés et leurs morts rend impossible l'évaluation exacte de leurs pertes. Mais, 67 cadavres des leurs, trouvés soit derrière leurs barricades, soit dans les ravins de la montagne le jour même du combat et les jours suivants, témoignent des pertes subies par eux. Par la vivacité de la défense et le chiffre des pertes, le combat d'Icheriden est l'un des plus considérables des combats divers qui se sont déroulés en Algérie.
« La soumission des Aït Iraten et l'occupation du Souk Larbâa ont porté les premiers coups; l'indépendance berbère en avait été comme ébranlée, mais elle était encore debout. La double défait d'Ichériden et des Aït Yenni est la grande défaite de la Kabylie : toutes les tribus ne sont pas soumises, mais toutes sont vaincues. L'élite de leurs guerriers a succombé dans un combat suprême; la tribu libre par excellence ne s'est défendue qu'à peine, et son territoire est aux mains de l'ennemi. »
— Émile Carrey, Récits de Kabylie: campagne de 1857, p. 201
Deux jours après la capture de Chellata, la bataille de Mezguène commence, et le jour après, la bataille d'Aït Aziz. Les deux villages appartiennent à la tribu des Illoula Oumalou, qui sont des Zouaoua de l'est, comme les Aït Ittouragh, les Illilten, les Aït Idjer et les Aït Zikki. Pendant la prise de Mezguène, les Français ont perdu 17 hommes et avaient 97 blessés, dont 8 officiers, et pendant la prise d'Aït Aziz, les pertes étaient de 19 hommes, dont un officier, et de 64 blessés, dont 3 officiers Alors que les pertes kabyles étaient de 112 tués et de 140 blessés dans l'ensemble des trois batailles.
Les Kabyles furent encore vaincus le 30 juin, à Aguemoun Izem, le dernier centre de résistance organisé des Kabyles insoumis, qui fut occupé par les Français. Le même jour, les Aït Betroun, qui sont les Aït Yenni, qui avaient leurs villages détruits et brulés; les Aït Ouacif, qui étaient déjà en guerre civile; les Aït Boudrar, ont tous fait leur soumission, sauf les Aït Bou Akkach, qui n'étaient pas directement exposés aux dangers. Ils étaient, comme le reste des Kabyles, épuisés par cette guerre, dans laquelle ils avaient perdu beaucoup d'hommes en participant à la défense des Guechtoula, des Aït Iraten, et des villages d'Icheriden et d'Aguemoun Izem, aux côtés de leurs voisins, les Aït Menguellet, qui étaient incapables de se défendre face aux Français le jour après, et ont donc apporté leur soumission eux aussi, avec les Aït Bou Akkach et les Aït Yahya, quelques jours après, mais sans les Aït Bou Youcef. Les Aït Bou Youcef ont offert leur soumission le 6 juillet.
Les trois tribus des Zouaoua avec le plus grand nombre d'âmes et de fusils, les Aït Betroun, Aït Iraten, et les Aït Menguellet, sont soumises. Il ne restait que des résistances partielles chez des tribus avec moins de fusils et des populations moins nombreuses, qui étaient déjà affaiblis à cause des batailles précédentes, mais protégées par des difficultés de terrain plus grandes encore que toutes celles qui se sont déjà présentées, ce sont les tribus des Zouaoua de l'est.
Le 9 juillet, les Aït Ittouragh, sont attaqués par les Français, qui ont capturé tous leurs villages, sauf deux. Puis deux jours après, les troupes attaquaient la tribu voisine, celle des Illilten. Malgré les difficultés très grandes du terrain, toutes les résistances tombaient, Lalla Fatma n'Soumer fut capturée chez eux, et les Illilten étaient obligés de se rendre sans condition. Les Aït Itsouragh ont bientôt suivi leur exemple. Puis les Aït Melikech du Oued-Sahel, qui ont participé à la défense du col de Chellata, ont aussi fait leur soumission, avec les Illoula Oumalou.

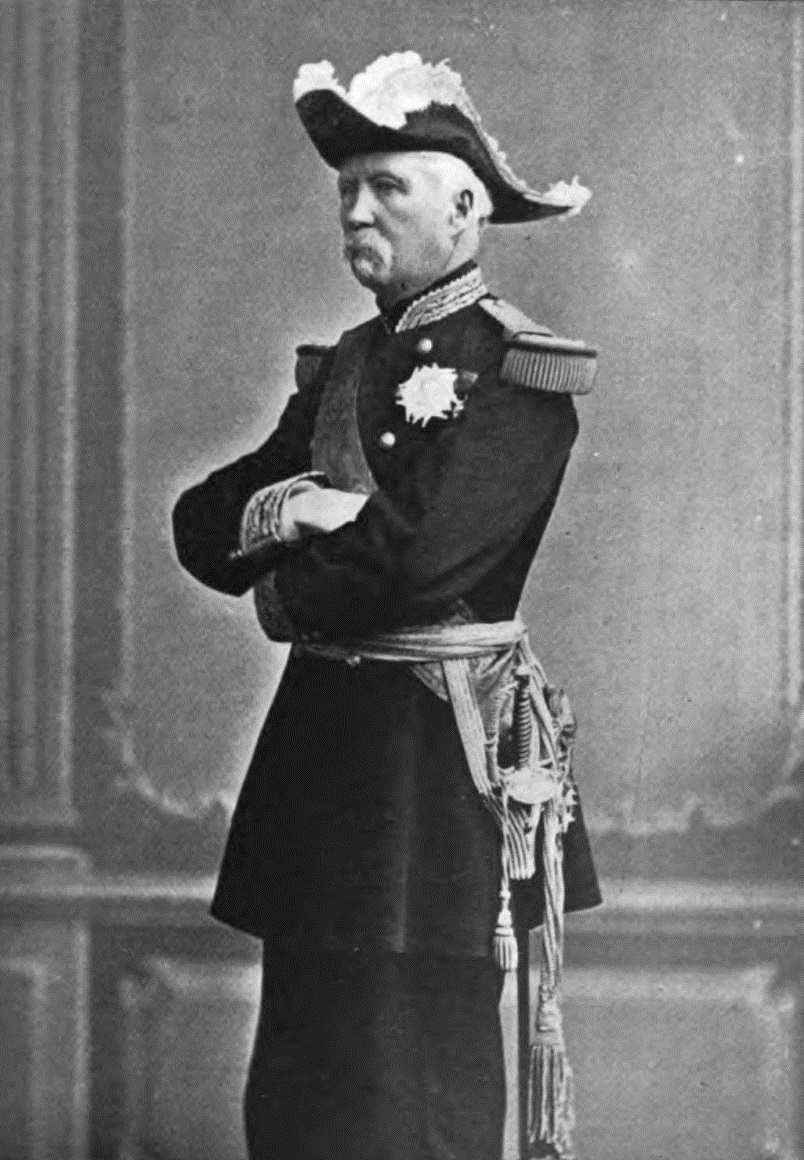
Le Maréchal Patrick de Mac-Mahon.

Il ne restait que deux tribus encore insoumises : celle des Aït Idjer, la plus nombreuse des Zouaoua de l'est, et la petite tribu voisine des Aït Zikki. Trois jours après, une division, celle de Maissiat, redescendant dans la vallée de l'Oued-Sahel, remonte ensuite jusqu'au col d'Akfadou, pour menacer les Aït Idjer par le haut; tandis qu'une autre division, celle de Mac-Mahon, traversant la plaine, va s'établir sur les premières pentes de leur pays. Les Aït Idjer, déjà très épuisés par cette guerre, ont renoncé à toute résistance et viennent offrir leur soumission au général Mac-Mahon. Le lendemain, les Aït Zikki, qui restent seuls encore insoumis, n'attendaient pas que les Français se rendent chez eux, et viennent apporter au général la dernière soumission. Les Zouaoua se sont battus et se sont défendus jusqu'à la fin. Chaque tribu s'est battue contre les Français et ne s'est soumise qu'après avoir perdu, les armes à la main, face à une force supérieure.
Les Zouaoua étaient les derniers à avoir fait leur soumission dans l'Algérie tout entière. Alors que le reste de l'Algérie reconnaissait la domination française. Voici ce qu'il écrivait le maréchal Randon dans sa mémoire : « Cette partie du pays [celle des Zouaoua] était restée en dehors de notre autorité, alors que l'Algérie tout entière, de la frontière de Tunis à celle du Maroc, de la Méditerranée aux limites sud du Sahara algérien avait reconnu notre domination. Le groupe de montagnes plus particulièrement connu sous le nom de Kabylie est habité par une population belliqueuse, mieux armée et mieux organisée pour la résistance que les Arabes. »

## Les tribus et statistiques
La composition des Zouaoua semble avoir changé au cours de l'histoire. Au Moyen Âge, et plus précisément au IVe siècle, Ibn Khaldoun a mentionné de nombreuses tribus comme faisant partie de la confédération des Zouaoua. Mais à l'époque française, il n'y avait que huit tribus, organisées en deux groupes, étant Zouaoua. D'après Hugh Roberts, certaines tribus étaient plus Zouaoua que d'autres, et le mot « Igawawen » a deux sens, un sens restreint et un autre sens moins restreint. Le sens le plus restreint n'inclut que les Aït Betroun et les Aït Menguellet, tandis que le sens moins restreint peut inclure les Aït Iraten, les Aït Aïssi, les Aït Idjer, et beaucoup d'autres tribus.
La prochaine liste va inclure les confédérations et tribus zouaouiennes au sens moins restreint, avec les nombres d'ouvriers en métaux, de fusils, et de moulins (à huile et à farine), de chacune, durant la conquête française, d'après Charles Devaux; les nombres d'habitants, d'après Adolphe Hanoteau, sont ceux de 1868.
Voici les confédérations et tribus des Zouaoua au sens moins restrictif du terme :

### Zouaouaproprement dits

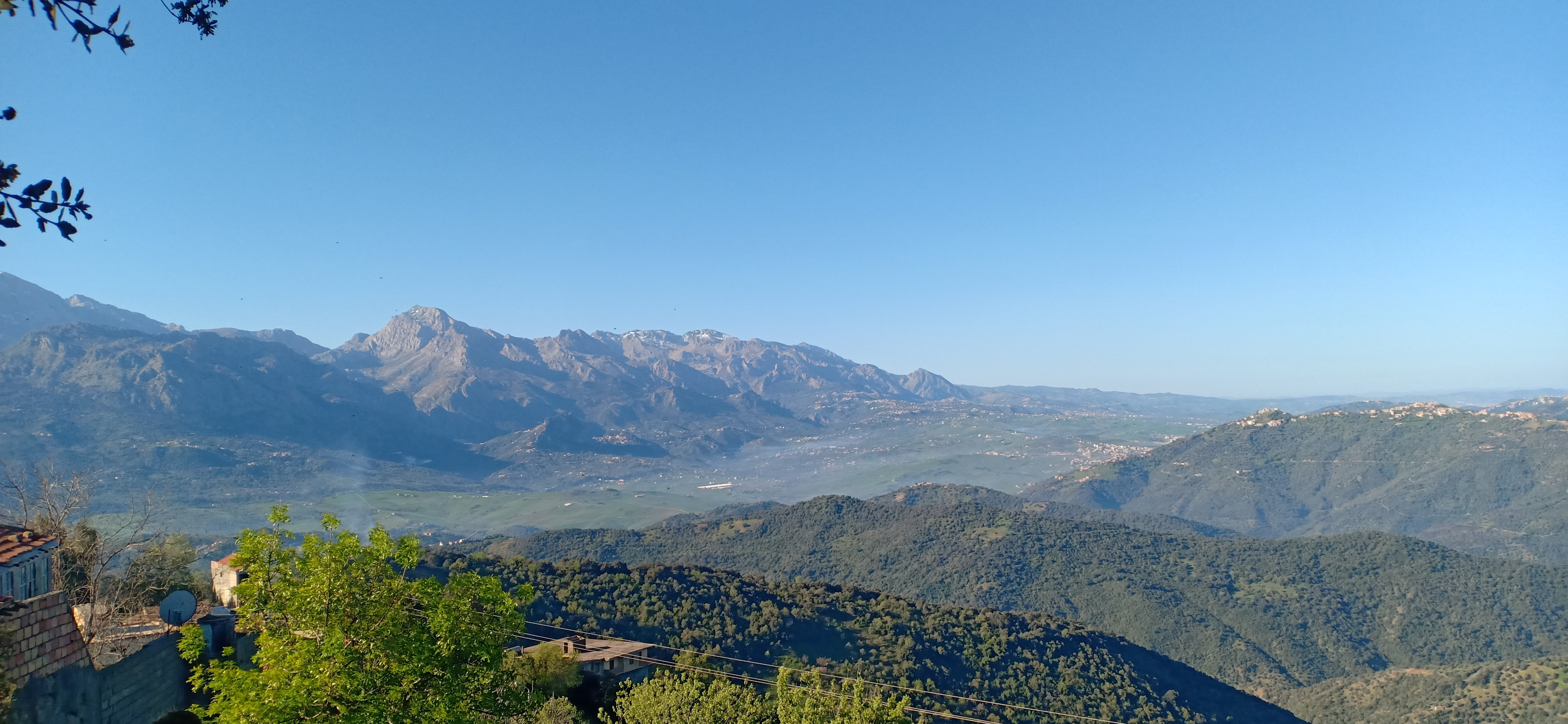
Le Djurdjura vue d'Aït Yenni.

Les Zouaoua proprement dits étaient les voisins des Aït Iraten au nord, des Aït Sedka à l'est, des Zouaoua de l'est à l'est et des M'Chedallah au sud. Cette confédération était composée de huit tribus organisées en deux groupes :
- Aït Betroun : Aït Yenni, Aït Ouacif, Aït Boudrar, Aït Bou Akkach, et les Aït Oubelkacem auparavant. Durant les années 1840, ils avaient environ 8 320 hommes armés sur une population près de 26 390 habitants[112]. Durant la conquête française, ils avaient 91 ouvriers en métaux et 4 545 fusils, 78 moulins à huile et à farine[113]. En 1868, leur population était de 19 749 habitants[114], repartis sur 24 villages. Ils appelaient eux-mêmes « le cœur des Zouaoua », ils sont de mœurs farouches, très rigides dans l'observation de leurs qanouns (lois)[115]. Ils étaient très connus pour leur industrie d'armes et de bijoux. Chez eux, il existait de bons ouvriers dont l’art était plus perfectionné[116].
- Aït Menguellet : Aït Menguellet, Aqbil, Aït Bou Youcef, et Aït Aṭṭaf. Durant les années 1840, ils avaient 5 290 hommes armés sur une population de 16 500 habitants[112]. Durant la conquête française, ils avaient 21 ouvriers en métaux, 3 525 fusils, 29 moulins[30]. En 1868, leur population était de 14 429 habitants[117], repartis sur 29 villages. D'après Émile Carrey, la tribu des Aït Menguellet était une des plus belliqueuses de toute la Kabylie[118]. Ils étaient pauvres entre tous, mais obstinés et braves[118].

Les Zouaoua proprement dits étaient forts de 13 610 hommes armés sur une population d'environ 42 890 habitants dans les années 1840. Durant la conquête française, ils avaient 112 ouvriers en métaux, 8 060 fusils et 107 moulins. La population totale des Zouaoua proprement dits était de 34 178 habitants en 1868, repartis sur 53 villages.
Ils sont les seuls Zouaoua au sens le plus restreint du terme. Cette confédération n'a jamais payé d'impôts aux Ottomans, et a toujours gardé son indépendance jusqu'à la conquête française de la Kabylie en 1857. Ils formaient une seule confédération unie, et ils se sont toujours défendus contre les étrangers, comme cela été le cas à Alger en 1830, où ils se sont réunis sous un seul chef pour défendre la ville contre les envahisseurs français, et la guerre de 1857, dans laquelle les tribus des Aït Betroun ont été presque vidées de leurs hommes, qui combattaient à Icheriden, aux côtés des Aït Menguellet.

### Zouaoua de l'est
Les Zouaoua de l'est étaient les voisins des Aït Ghobri, des Aït Khellili, et des Aït Bou Chaïeb au nord, des Zouaoua proprement dits à l'ouest, et des tribus du Oued Sahel à l'est et au sud. Cette confédération était composée de six tribus, dont :

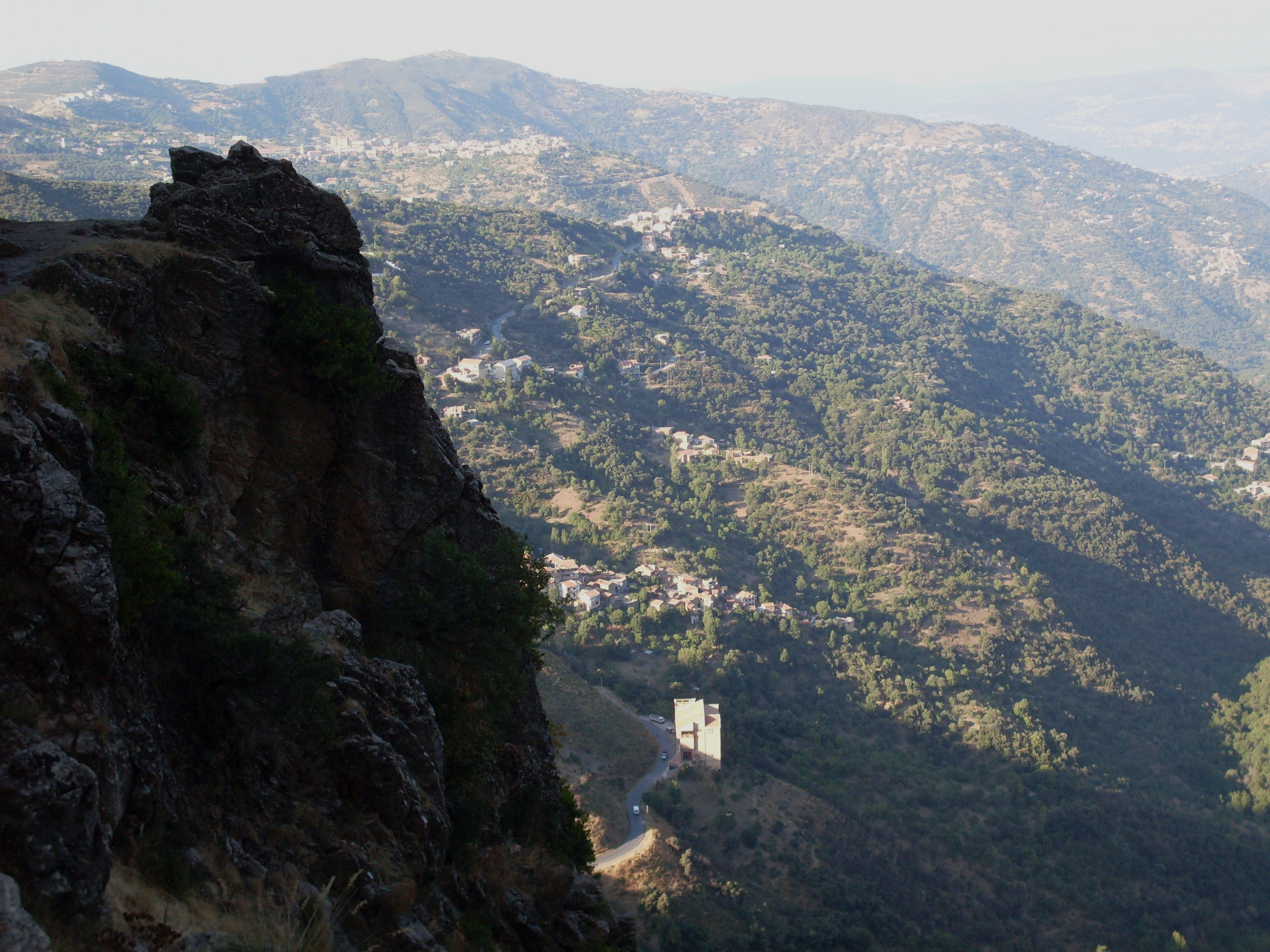
Iferhounène, tribu des Aït Itsouragh.

- La confédération des Aït Idjer (Imesdourar, Ilemmasen, Aït Hantela, et Tifrit n'Aït Ou Malek), 10 ouvriers en métaux, 2 240 fusils, 109 moulins[30], et une population de 5 914 habitants[119], repartis sur 26 villages. Ils sont les plus nombreux de leur confédération, et ils étaient les avant-derniers à perdre leur indépendance en 1857, avant leurs voisins, les Aït Zikki.
- Iferhounène, tribu des Aït Itsouragh.Aït Itsouragh, 1 845 fusils, 87 moulins[30], 4 797 habitants[119], repartis sur 26 villages.
- Illoula Oumalou, 3 ouvriers en métaux, 1 150 fusils, 73 moulins[30], 3 299 habitants[119], repartis sur 14 villages.
- Illilten, 8 ouvriers en métaux, 1 090 fusils, 41 moulins[30], 3 030 habitants[119], repartis sur 13 villages.
- Aït Yahya, 2 ouvriers en métaux, 1 035 fusils, 68 moulins[30], 5 410 habitants[119], repartis sur 13 villages.
- Aït Zikki, 225 fusils,5 moulins[30], 490 habitants[119], repartis sur 5 villages. C'était la dernière tribu en Grande Kabylie à perdre son indépendance en 1857.

La confédération des Zouaoua de l'est était donc forte de 7 585 fusils avant la conquête française. Ils avaient un total de 23 ouvriers en métaux et 383 moulins. La population totale de la confédération était de 22 940 habitants en 1868, repartis sur 97 villages. Selon Adolphe Hanoteau, chaque tribu citée était indépendante, et ils ne formaient pas une seule confédération. Mais elles étaient sans doute des alliées militairement, comme c'était le cas durant l'invasion française en 1857. D'après Charles Devaux, qui les a groupées suivant leur position géographique, les tribus des Zouaoua de l'est sont loin de former entre elles une ligue bien consistante. Le plus souvent même, elles sont d'opinions fort divergentes.

### Confédération des Aït Iraten
Cette confédération était voisine des Amraoua au nord, des Aït Ghobri et des Zouaoua de l'est à l'est, des Zouaoua proprement dits au sud, et des Aït Aïssi a l'est. La confédération était composée des tribus suivantes :
- Cinq tribus des Aït Iraten proprement dit : Irdjen, Aït Akerma, Aït Ousammer, Aït Oumalou, Aït Aouggacha. Ils avaient 4 055 fusils[30], c'était la deuxième tribu avec le plus de fusils, derrière les Aït Betroun. Ils avaient 19 ouvriers en métaux et 89 moulins. La population des Aït Iraten en 1868 était de 19 498 habitants[121], repartis sur 74 villages. Leurs habitudes guerrières, leur richesse, leur nombre, leur donnent sur toutes les tribus voisines une influence dominante et souvent décisive. La tribu des Aït Iraten est certainement la plus connue des tribus de la Grande Kabylie. Travailleurs, intelligents, belliqueux, protégés par un pays réputé inaccessible, fiers de leur sol et de leur liberté, les Aït Iraten n'ont jamais cessé de lutter par les armes, les intrigues et l'argent[122].

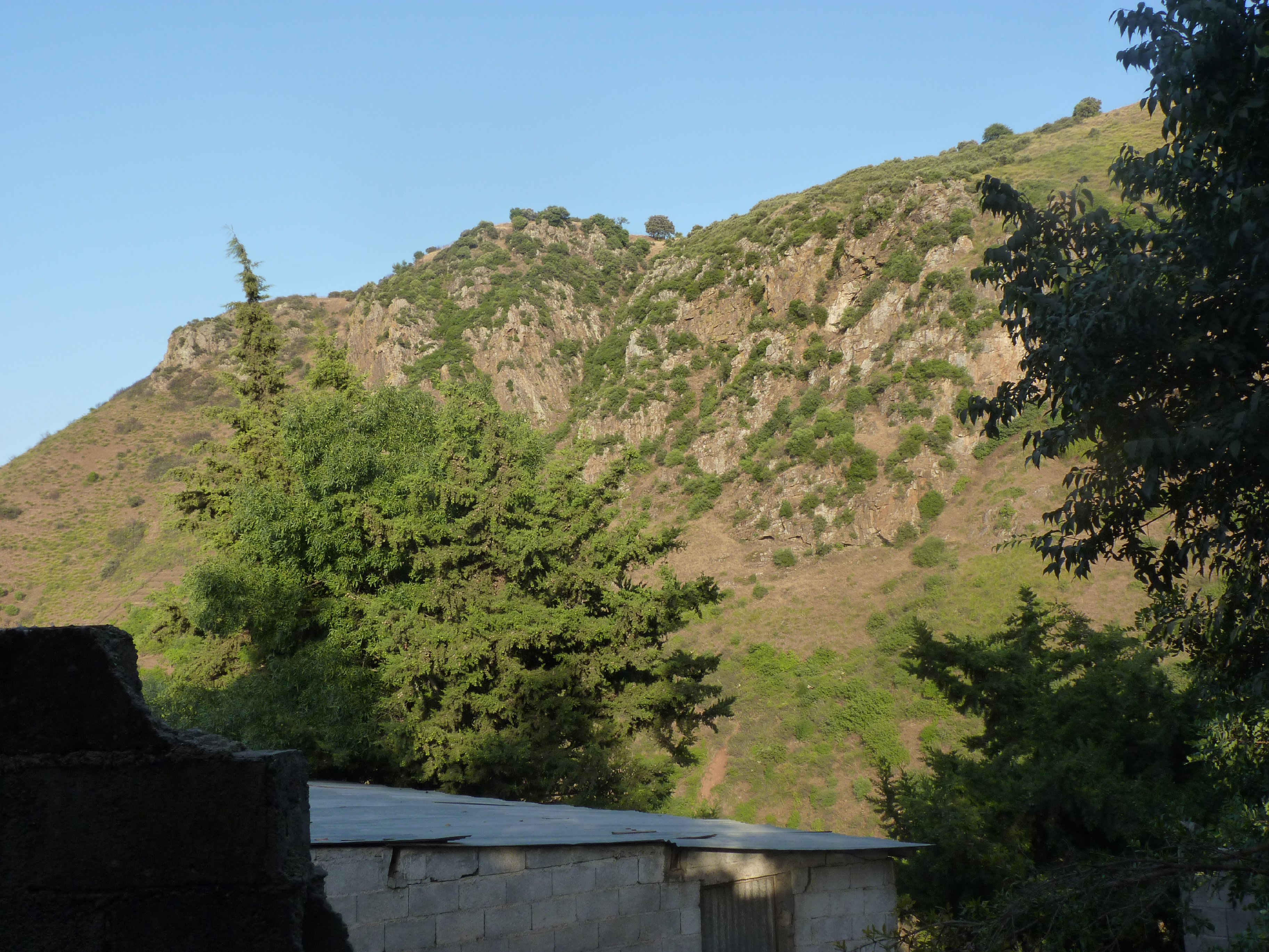
Mont Fiouane, près de Djemâa Saharidj, chez les Aït Fraoussen.

- Mont Fiouane, près de Djemâa Saharidj, chez les Aït Fraoussen.Aït Fraoussen, 12 ouvriers en métaux, 1 225 fusils, 31 moulins[30], 7 023 habitants[121], repartis sur 19 villages. Cette tribu existait durant l'antiquité, et elle était connue en Latin sous le nom de Faraxenses au cours l'époque romaine. Son plus grand village, Djemâa Saharidj, d'une altitude de 950 mètres, était une ancienne municipalité durant la période romaine, appelée Bida Municipium en Latin.
- Aït Bou Chaïeb, 12 ouvriers en métaux, 775 fusils, 29 moulins[30], 3 945 habitants[121], repartis sur 9 villages
- Aït Khellili, 5 ouvriers en métaux, 610 fusils, 28 moulins[30], 3 108 habitants[121], repartis sur 10 villages

La confédération avait un total de 6 665 fusils avant la conquête française. Ils avaient 48 ouvriers en métaux et 177 moulins. Leur population était de 27 906 habitants en 1868, repartis sur 112 villages. Charles Devaux avait donné le nom de la tribu principale a cette confédération, quoique à vrai dire il n'y ait pas entre ces tribus la même compacité que chez les Aït Sedka et les Aït Betroun. Il les a groupées en une seule confédération car ils avaient toujours suivis la conduite tracée par les Aït Iraten, bien qu'actuellement il n'y ait plus rien de commun entre elles.

### Confédération des Guechtoula
Les Guechtoula étaient voisins des Iflissen Oumellil à l'ouest, des Aït Sedka à l'ouest, et des Maatka et Aït Aïssi au nord. Cette confédération était composée de six tribus :

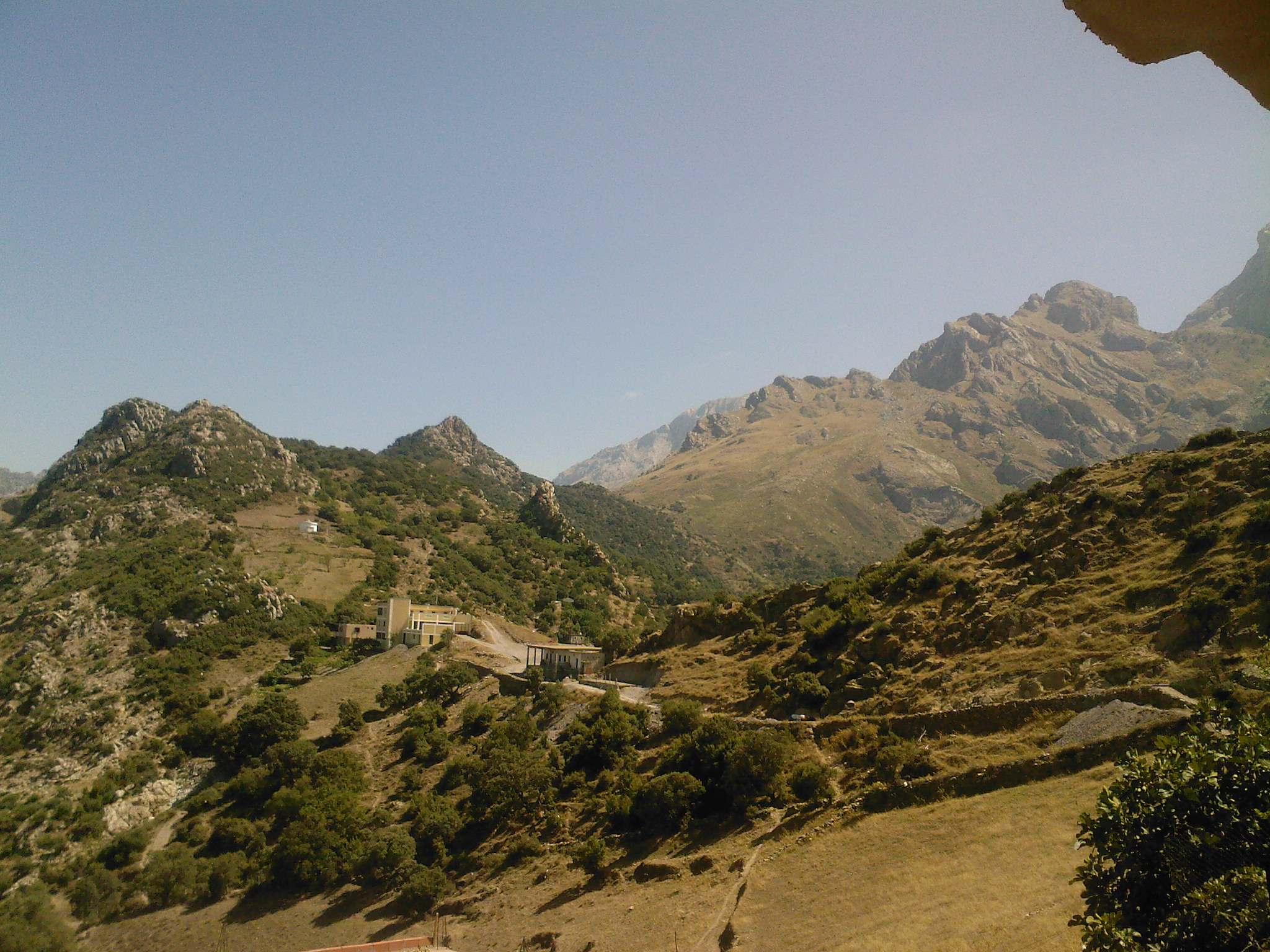
Aït Irane, tribu des Aït Bou Addou.

- Aït Irane, tribu des Aït Bou Addou.Aït Ismaïl, 1 ouvrier en métaux, 1 695 fusils, 32 moulins[125], 3 053 habitants[126], repartis sur 17 villages.
- Frikat, 3 ouvriers en métaux, 640 fusils, 8 moulins[125], 2 608 habitants[126], repartis sur 5 villages.
- Aït Bou Addou, 3 ouvriers en métaux, 407 fusils, 11 moulins[125], 2 071 habitants[126], repartis sur 5 villages.
- Aït Koufi, 1 ouvrier en métaux, 393 fusils, 4 moulins[125], 1 968 habitants[126], repartis sur 4 villages.
- Aït Bou Gherdane, 1 ouvrier en métaux, 306 fusils, 13 moulins[125], 1 457 habitants[126], repartis sur 4 villages.
- Aït Mendès, 290 fusils, 11 moulins[125], 1 538 habitants[126], repartis sur 7 villages.

Les Guechtoula étaient fort de 3 731 fusils durant la conquête française, et avaient 9 ouvriers en métaux et 79 moulins. Ils avaient une population de 12 695 habitants en 1868, répartis sur 42 villages. Ils ont éclaté plusieurs révoltes contre la Régence d'Alger, en détruisant leur bordj (Bordj-Boghni) plusieurs fois. Ils étaient les premiers Zouaoua (au sens moins restreint) à recevoir les attaques françaises.

### Confédération des Aït Sedka
Les Aït Sedka sont voisins des Guechtoula à l'ouest, des Zouaoua proprement dits à l'est, des Aït Aïssi et des Aït Iraten au nord. Cette confédération était composée de six tribus, qui sont les :

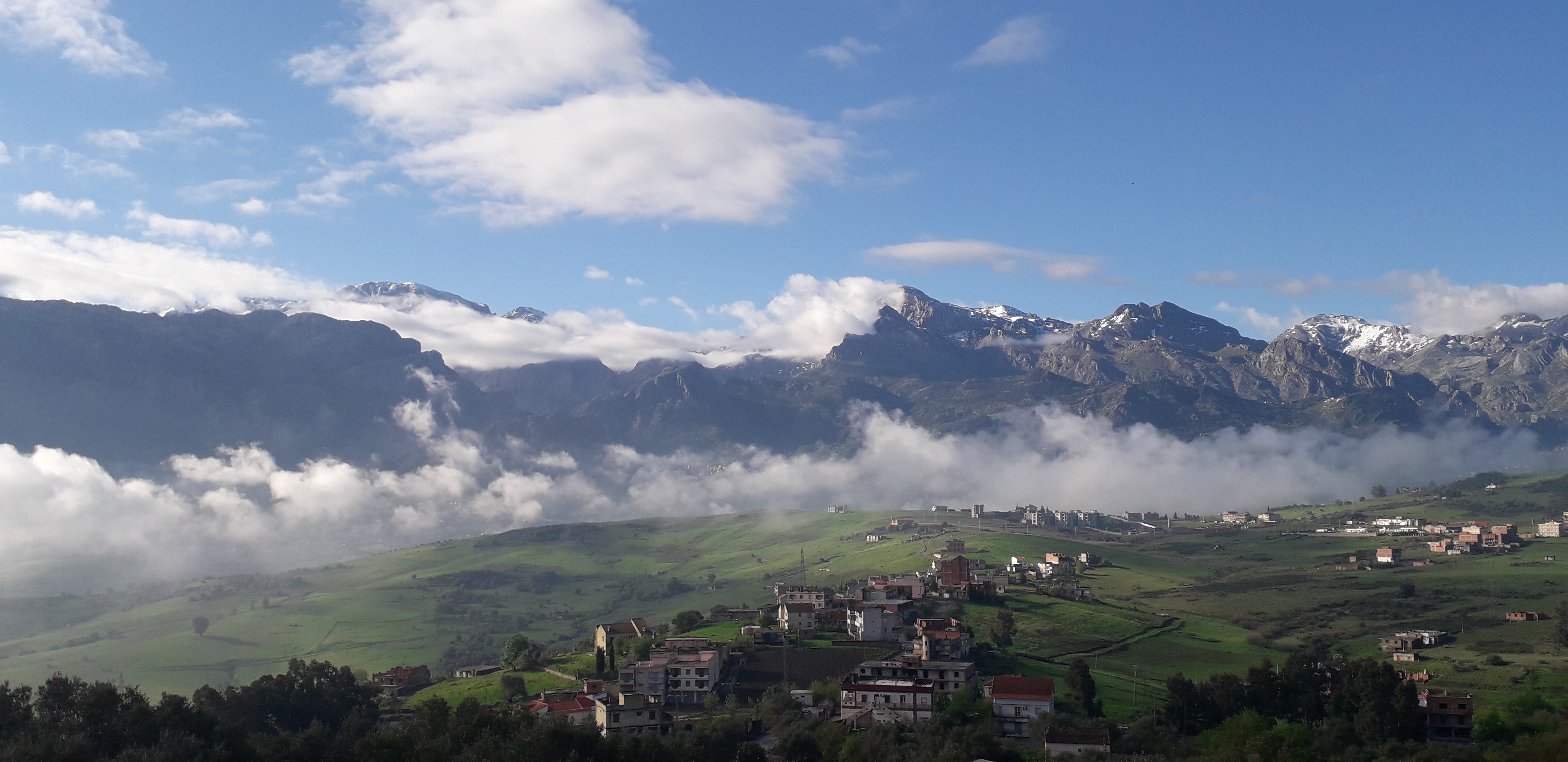
Village d'Aït Abdelkrim, tribu des Ouadhia.

- Village d'Aït Abdelkrim, tribu des Ouadhia.Ouadhia, qui avaient 7 ouvriers en métaux, 1 015 fusils, 64 moulins[127], et une population de 3 753 habitants[128], repartis sur 9 villages. C'était la tribu la plus grande des Aït Sedka et la plus nombreuse.
- Aït Ahmed, 2 ouvriers en métaux, 595 fusils, 8 moulins[127], 2 389 habitants[128], repartis sur 5 villages.
- Aït Oqdal, 360 fusils, 16 moulins[127], 2 300 habitants[128], repartis sur 5 villages.
- Aït Irguen (partie de la commune d'Agouni Gueghrane), 310 fusils[127], 1 161 habitants[128], repartis sur 4 villages.
- Aït Ali Ouilloul (partie de la commune d'Aït Toudert), 2 ouvriers en métaux, 225 fusils, 8 moulins[129], 1 445 habitants[128], repartis sur 4 villages.
- Aït Bou Chenacha, 295 fusils, 12 moulins[127], 1 766 habitants[128], repartis sur 4 villages.
- Aït Chebla, 265 fusils, 4 moulins, 1 295 habitants[128], repartis sur 2 villages.

La confédération des Aït Sedka avait, avant la conquête française, un total de 3 065 fusils. Ils avaient 11 ouvriers en métaux et 112 moulins. La population totale était de 14 109 habitants en 1868, repartis sur 19 villages. Cette confédération avait de très bonnes relations avec tous leurs voisins, et surtout les Aït Iraten et les Aït Betroun (précisément les Aït Ouacif et les Aït Bou Akkach).

### Confédération des Aït Aïssi
Les Aït Aïssi sont les voisins des Amraoua au nord, des Maatka à l'ouest, des Guechtoula et des Aït Sedka au sud, et des Aït Iraten et des Zouaoua proprement dits à l'est. Cette confédération était composée de sept tribus :

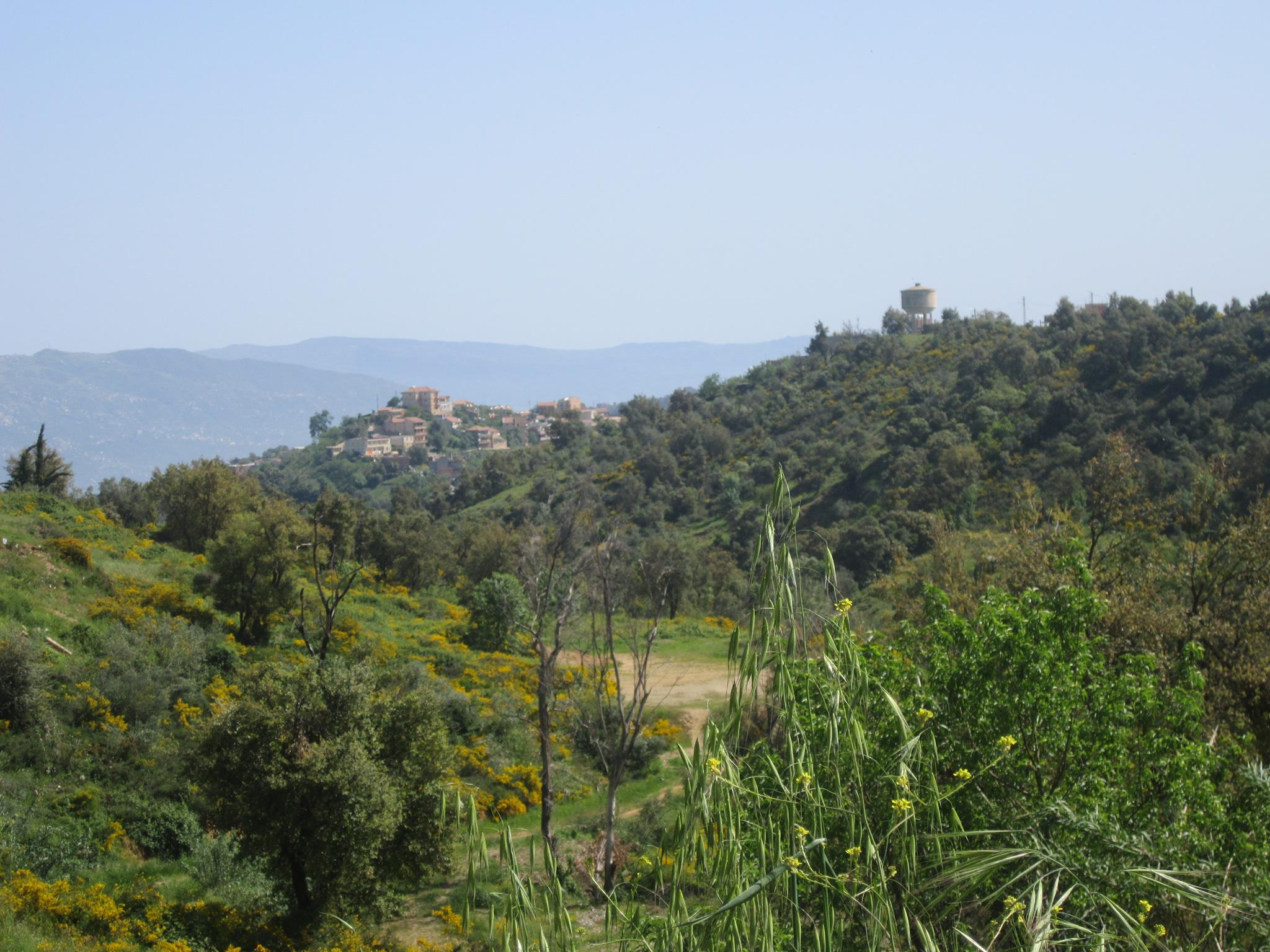
Ihessnaouen.

- Ihessnaouen.Aït Zmenzer (incluant la fraction des Aït Bouhinoun), 793 fusils, 5 moulins[130], 3 831 habitants[123], répartis sur 13 villages.
- Aït Douala (incluant la fraction des Aït Bou Yahya), 603 fusils, 7 moulins[130], 2 917 habitants[123], répartis sur 13 villages.
- Aït Mahmoud, 2 ouvriers en métaux, 557 fusils, 13 moulins[130], 5 248 habitants[123], répartis sur 5 villages.
- lferdiouen, 148 fusils, 4 moulins[130], 1 480 habitants[123], répartis sur 5 villages.
- Aït Ameur ou Faïd, nombre de fusils inconnu, 1 611 habitants[123], répartis sur 5 villages.
- Aït Abd el-Moumen, 131 fusils, 5 moulins[130], 1 279 habitants[123], répartis sur 5 villages.
- Ihassnaouen, 130 fusils, 3 moulins[130], 1 547 habitants[123], répartis sur 4 villages.

La population totale des Aït Aïssi en 1868 était de 17 913 habitants, repartis sur 50 villages. La Aït Aïssi avaient 2 ouvriers en métaux, 2 362 fusils, et 37 moulins durant la conquête française, sans compter ceux des Aït Ameur ou Faïd. Parmi les diverses industries auxquelles se livrent les Aït Aïssi, la plus curieuse est celle de la fabrication des poteries. Les Aït Douala et les Aït Mahmoud surtout, y excellent.

### Autres tribus
Les tribus suivantes n'appartenaient à aucune confédération :
- Cherfa Guighil Guikène, 307 fusils et 7 moulins[132], 1 182 habitants[133], repartis sur 4 villages.
- Ighil Imoula, 1 ouvrier en métaux, 240 fusils, 7 moulins[132], 1 070 habitants[133], repartis sur 1 village.
- Amechras, 1 095 fusils, 32 moulins[132], 2 113 habitants[133], repartis sur 10 villages.

Ces trois dernières tribus sont voisines de la confédération des Guechtoula, mais d'après Adolphe Hanoteau, ces tribus appartenaient à eux.
- Aït Ghobri, 7 ouvriers en métaux, 1 660 fusils, 33 moulins[134], 5 732 habitants[121], repartis sur 28 villages.

Cette tribu est située entre la confédération des Aït Idjer au sud, et celle des Aït Djennad au nord. C'était la tribu d'origine de Sidi Ahmed ou el-Kadi, fondateur du Royaume de Koukou. Les Aït Ghobri ne se considèrent pas Zouaoua, et les autres Kabyles aussi ne les considèrent pas comme étant Zouaoua. Cependant, la tribu était citée par Ibn Khaldoun comme une des plus marquantes des Zouaoua.
- Aït Melikech, 3 ouvriers en métaux, 850 fusils, 13 moulins, nombre d'habitants inconnu, mais ils sont répartis sur 19 villages.
- Ouzellaguen, 3 ouvriers en métaux, 750 fusils, 69 moulins, nombre d'habitants inconnu, mais ils sont répartis sur 9 villages.
- M'Chedallah, 343 fusils, 72 moulins[135], nombre d'habitants inconnu, mais ils sont répartis sur 14 villages.

Ces derniers parlent le même Kabyle que celui des Zouaoua proprement dits, qui sont leurs voisins au nord. D'après Adolphe Hanoteau, les M'Chedallah faisaient partie du çof (parti ou ligue) des Zouaoua.

### Récapitulation

#### Les Zouaoua
D'après Charles Devaux, les Zouaoua proprement dits, les Zouaoua de l'est, et les Aït Iraten, étaient les seules confédérations considérées comme Zouaoua par les Kabyles des autres tribus.
- Zouaoua proprement dits, 112 ouvriers en métaux, 8 060 fusils, 107 moulins, 34 178 habitants, repartis sur 53 villages.
- Zouaoua de l'est, 23 ouvriers en métaux, 7 585 fusils, 383 moulins, 22 940 habitants, repartis sur 97 villages.
- Aït Iraten, 48 ouvriers en métaux, 6 665 fusils,177 moulins, 27 906 habitants, repartis sur 112 villages.

Ils avaient 183 ouvriers en métaux, 22 310 fusils, et 667 moulins au total, et une population de 85 024 habitants, repartis sur 262 villages.

#### Zouaoua au sens moins restreint
Ces tribus étaient citées par Ibn Khaldoun comme étant Zouaoua, mais personne ne les considère comme tels, même pas eux-mêmes. Mais ils sont toujours considérés comme Zouaoua par les étrangers.
- Guechtoula, 9 ouvriers en métaux, 3 731 fusils, 79 moulins, 12 695 habitants, répartis sur 42 villages.
- Aït Sedka, 11 ouvriers en métaux, 3 065 fusils, 112 moulins, 14 109 habitants, répartis sur 19 villages.
- Aït Aïssi, 2 ouvriers en métaux, 2 362 fusils, 37 moulins, 17 913 habitants, répartis sur 50 villages.
- Aït Ghobri, 1 660 fusils, 33 moulins, 5 732 habitants, répartis sur 28 villages.
- Amechras, 1 095 fusils, 32 moulins, 2 113 habitants, répartis sur 10 villages.
- Aït Melikech, 3 ouvriers en métaux, 850 fusils, 13 moulins, nombre d'habitants inconnu, mais ils sont répartis sur 19 villages.
- Ouzellaguen, 3 ouvriers en métaux, 750 fusils, 72 moulins, nombre d'habitants inconnu, mais ils sont répartis sur 9 villages.
- M'Chedallah, 343 fusils, 72 moulins, nombre d'habitants inconnu, mais ils sont répartis sur 14 villages.
- Cherfa Guighil Guikène, 307 fusils, 7 moulins, 1 182 habitants, répartis sur 4 villages.
- Ighil Imoula, 2 ouvriers en métaux, 240 fusils, 7 moulins, 1 070 habitants, répartis sur 1 village.

Ils avaient 30 ouvriers en métaux, 14 403 fusils, et 392 moulins au total, et une population de 54 814 habitants, sans compter les M'Chedallah, les Aït Ameur Ou Faïd, les Aït Melikech et les Ouzellaguen. Ils sont répartis sur 196 villages.

#### Total
Les Zouaoua, au sens moins restreint, avaient un total 213 ouvriers en métaux, 36 713 fusils, 1 059 moulins, et une population plus de 139 838 habitants, repartis sur 458 villages.
La Grande Kabylie, c'est-à-dire la région comprise entre l'Oued Soummam et les Issers, avait un total de 71 676 fusils.